# Matra (entreprise, 1941-2003)
Pour les articles homonymes, voir Matra.
Ne doit pas être confondu avec Matra (entreprise, 2004).
Matra, acronyme de Mécanique Aviation Traction, autrefois Capra (Compagnie anonyme de production et réalisation aéronautique), était une entreprise française ayant existé de 1941 à 2003.
Historiquement, elle couvre une large palette d'activités dans l'aéronautique, l'aérospatiale, l'automobile, le sport automobile, le transport, les télécommunications et la défense. Elle s'est progressivement orientée vers les métiers de l'horlogerie (avec Yema), de la presse, des médias, du divertissement et du sport sous l'impulsion de Lagardère SCA, en particulier sous le nom de Matra-Hachette.
En 2014, le groupe Lagardère vend ce qu'il reste de la marque, Matra MS, spécialisé dans les vélos et scooters électriques, au groupe normand Easybike.

## Historique

### Fondation
Marcel Chassagny, sur les ruines de la Société des Avions Bernard en liquidation judiciaire, crée en 1937 la Compagnie anonyme de production et réalisation aéronautique (Capra). La société vit alors de contrats de sous-traitance. Marcel Chassagny en est tout à la fois le fondateur, le dirigeant et l'un des actionnaires.
Repliée en zone libre au début de la Seconde Guerre mondiale dans la région de Toulouse, la Capra est renommée Mécanique-Aviation-Traction (Matra) en 1941, pour fabriquer de l'armement pour le compte de l'Allemagne nazie. En 1942, après l'occupation de la zone libre, la société revient à Paris. Elle échappe aux sanctions à la Libération grâce à Jacques Piette, haut fonctionnaire socialiste chargé de faire le tri, durant l'épuration, dans les entreprises à poursuivre.
Après guerre, Matra se spécialise dans les lance-roquettes, puis dans les missiles. En 1962, elle se diversifie d'une part dans l'aérospatiale et d'autre part dans les activités de René Bonnet, l'automobile et la plasturgie. Elle est alors présente dans l'armement, l'aérospatiale, l'aéronautique, la construction automobile, le sport automobile et les sports nautiques. Elle construit également des "piscines Tournesol" dont l'enveloppe extérieure en forme de dôme dispose de rangées de hublots sur toute leur périphérie.

### Lagardère
En 1962, Jean-Luc Lagardère est nommé secrétaire général aux côtés du fondateur, Marcel Chassagny, en accord avec l'actionnaire principal, Sylvain Floirat. En 1977, il est nommé président de Matra par le conseil d'administration du groupe. La société rencontre des succès dans les satellites, les missiles ou des matériels militaires C3I. Matra rachète Europe 1 puis Hachette, Manurhin (armes terrestres, machine-outil), Péritel et Depaepe (télécommunications), le Suisse Jaeger et Jaz (horlogerie)et Solex.
En 1979, Matra forme une coentreprise de semi-conducteurs avec l'Américain Harris : Matra Harris Semiconductors (MHS), dont elle se retirera en 1989. Au terme de nombreux changements, MHS sera rachetée par Atmel. Matra sponsorise l’équipe de football du Racing Club de Paris.
Matra Transport est à l’origine du véhicule automatique léger (VAL) à Lille,.
En 1980, sous l'impulsion de Valéry Giscard d'Estaing, Matra et le groupe Hachette se rapprochent : c'est la première tentative de diversification, hors secteurs armement et industrie.
Après mai 1981, le nouveau gouvernement socialiste nationalise toutes les entreprises de Défense. Jean-Luc Lagardère obtient que l’État ne prenne que 51 % du capital, mais la branche communication doit rester séparée des autres métiers industriels. Le groupe va alors rencontrer quelques difficultés dans le secteur civil, il se désengage de certains secteurs pour ne garder que ses filiales automobiles (avec le modèle Espace distribué par Renault), de télécommunications et d’informatique. Dans le secteur militaire, Matra, comme ses concurrents, doit faire face à une baisse des crédits européens de la Défense.
En 1983, Matra inaugure le métro de Lille et revend la Compagnie industrielle de matériel de transport (CIMT) à Alsthom-Atlantique.

### Privatisation de Matra
En 1987, Matra est privatisé, Jean-Luc Lagardère en devient l’actionnaire de référence alors qu'il en possède seulement quelque 5 % à 6 %.
Hachette, alors détenue par Jean-Luc Lagardère, de son côté reprend La Cinq, opération qui se termine par la liquidation de la chaîne, qui engloutit tous les fonds propres du groupe. Jean-Luc Lagardère y voit son « plus grave échec ».
Jean-Luc Lagardère crée alors Lagardère SCA afin de ré-équilibrer les finances de Matra d’une part et de Hachette d’autre part. Grâce au statut de société en commandite par actions, Jean-Luc Lagardère conserve le contrôle de la gestion avec quelque 10 à 13 % des actions. Mais, comme associé gérant à titre personnel, il est responsable du passif sur ses biens propres. Son fils unique Arnaud est désigné comme son successeur.
En 1992, lors de la vente d'avions Mirage à Taïwan par un groupement réunissant Thomson-CSF, Snecma, Dassault Aviation et Matra, ce dernier réussit lors des négociations à doubler sa part dans le contrat, au détriment de ses partenaires. Le président de Thomson, Alain Gomez cherche alors à faire payer Matra. Il monte l’opération « Couper les ailes de l'oiseau » qui, à coup de guérilla judiciaire, aboutit à une haine tenace entre les états-majors des deux entreprises.
En 1996, le gouvernement français souhaite privatiser Thomson-CSF avec une « logique européenne ». Candidat, Matra noue alors des alliances avec le britannique General Electric Company et l’allemand DASA.
Auparavant, Matra Defense et British Aerospace ont mis en commun leur activité « missiles tactiques » avec la création de Matra BAe Dynamics (à l’origine de MBDA). Alors que les activités téléphoniques de Thomson-CSF sont reprises par Alcatel, Matra est à l’origine de la consolidation des industries de la Défense.

### Fusion de Matra avec Aérospatiale et cession des activités restantes
Successivement, entre  1980  et 2014, Jean-Luc  Lagardère  et  son  fils  Arnaud  ont cédé  des  pans  entiers  de  Matra, puis  d’Hachette  pour  créer  un  groupe  « 100  % média », sous  la  pression  des  investisseurs  et  des  banques  accompagnant  (ou dictant)  le  groupe  dans  toutes  ses  opérations  de  restructuration ;  les  acteurs financiers  souhaitant  avoir  une  plus  grande  visibilité  de  sa  stratégie  et  exigeant  des structures simplifiées.
En septembre 1998, la participation de Siemens atteint 95 % du capital de sa filiale spécialisée dans le transport, Matra Transport.
En 1999, grâce à Jacques Chirac, Lionel Jospin, et Dominique Strauss-Kahn, le petit Matra fusionne alors avec Aérospatiale, groupe public pourtant beaucoup plus important et plus diversifié, qui pilote les géants mondiaux Airbus et Ariane, devenant le groupe Aerospatiale-Matra, lors de sa privatisation, avec Jean-Luc Lagardère à sa tête.
En 2000, Aerospatiale-Matra forme avec l’allemand DASA et l’espagnol CASA le groupe EADS, actuellement le groupe Airbus.
En 2001, Siemens achète les 5 % d'actions encore détenues par Matra dans Matra Transport qui devient en novembre 2001, Siemens Transportation Systems. La même année, Matra BAe Dynamics fusionne avec Alenia Marconi Systems et l'ancienne filiale missile d'Aérospatiale pour créer MBDA.
En 2003, Matra Espace devient Astrium en 2000 après l'apport de ses actifs à Aérospatiale-Matra. Elle deviendra l'entité Space Systems de Airbus Defence and Space en 2014.

### Scission de Matra Automobile
En septembre 2003, le groupe Pininfarina SPA fait l'acquisition des activités d'ingénierie, d'essais, d'avant-projets et prototypes de Matra Automobile. La société d'ingénierie ainsi créée a pour nom Matra Automobile Engineering, rachetée en 2009 par Segula Technologies.
En septembre 2004, Matra Automobile, composé des activités automobiles non cédées comme l'activité liée aux pièces de rechange, devient Matra Manufacturing & Services (Matra MS), alors dernier détenteur de la marque Matra.
En 2012, l'implication du groupe Lagardère est de courte durée : les actions EADS seront vendues avec une plus value de 1,8 milliard d'euros.
En 2014, le groupe Lagardère vend ce qu'il reste de l'entreprise, Matra MS, détenteur de la marque Matra, au groupe normand Easybike rebaptisé « Rebirth ».

## Gouvernance
Liste des différents présidents-directeurs généraux de Matra :
- Marcel Chassagny[17]
- Sylvain Floirat
- Jean-Luc Lagardère
- Philippe Guédon (Automobile) : 1977 - 2003
- Bernard Labet : 2003 - 2010
- Jacques Bonneville : 2010 - 2014

## Domaines d'activités

### Automobile et sport automobile

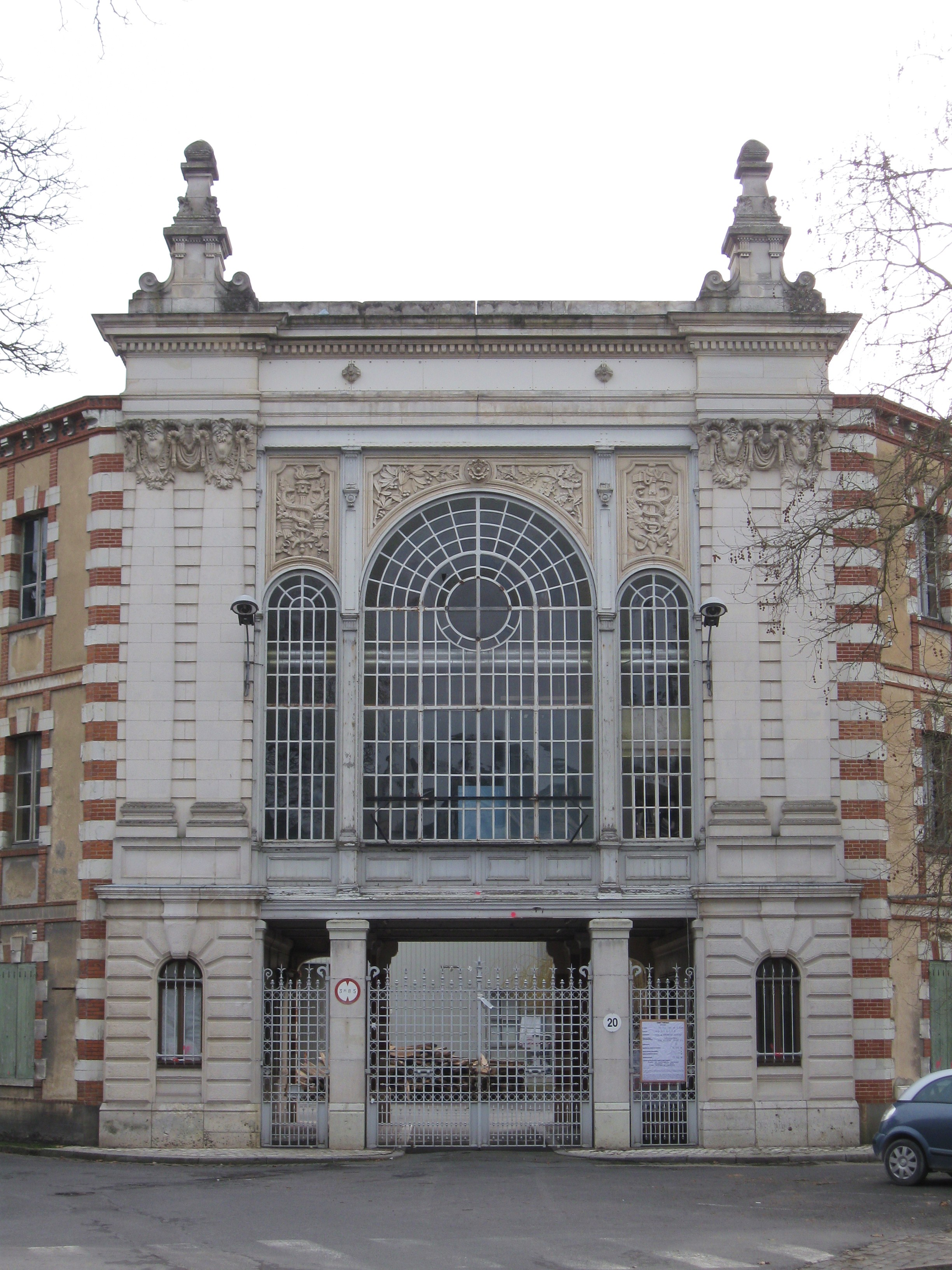
L'entrée de l'usine historique Matra à Romorantin-Lanthenay fermée en 2003.
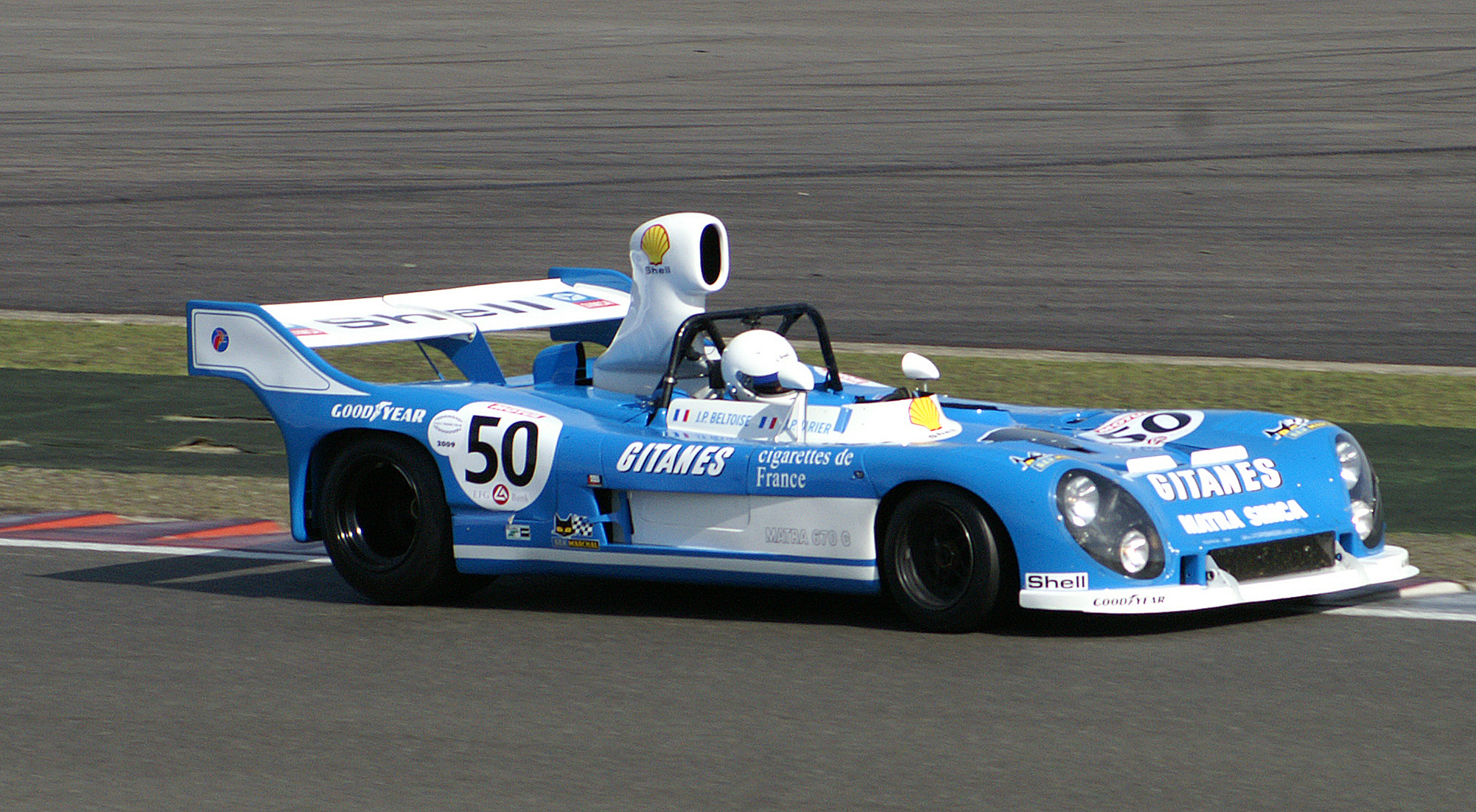
Sport Prototype Matra Sports MS670.
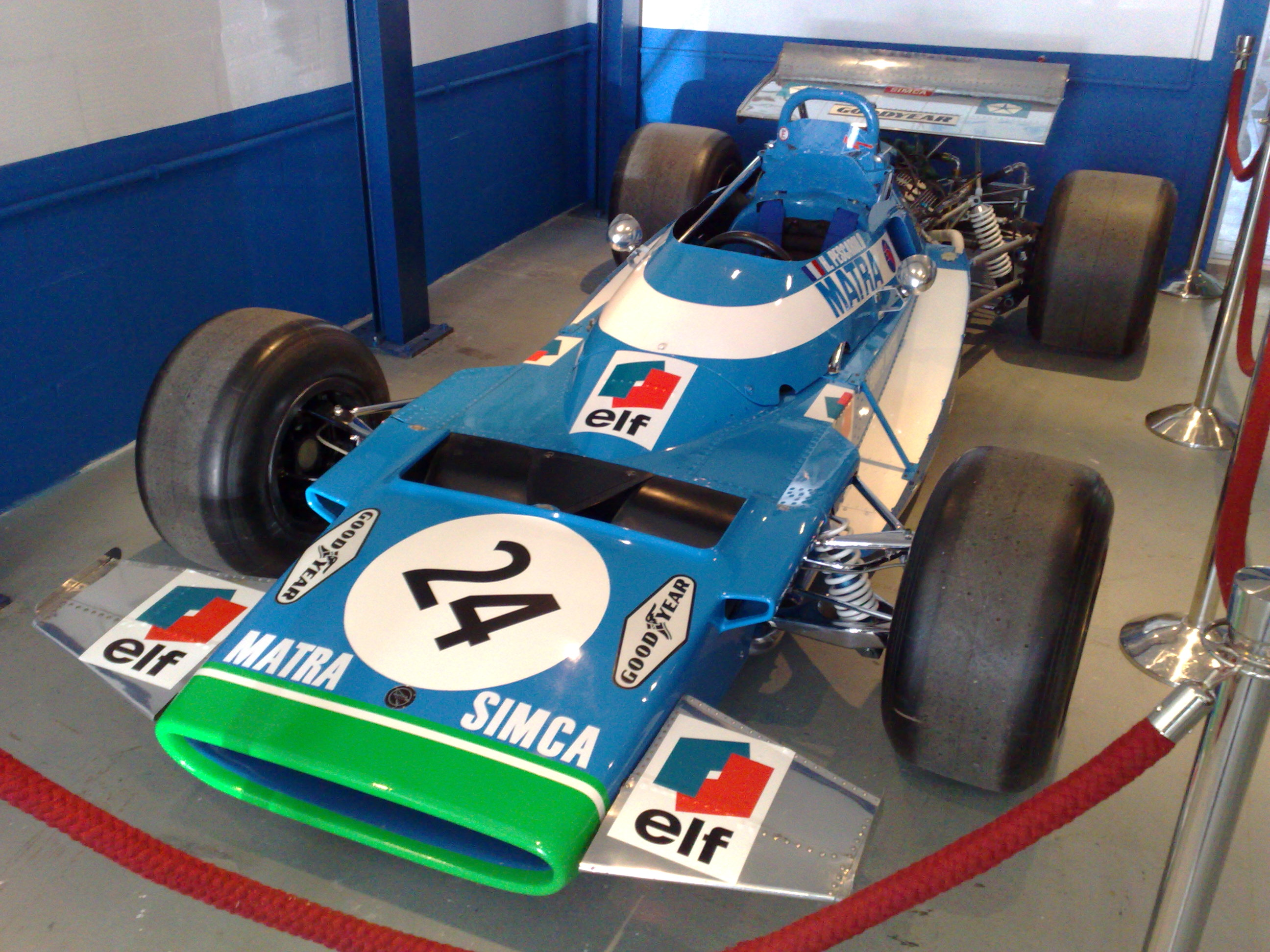
Formule 1 Matra Sports MS120.
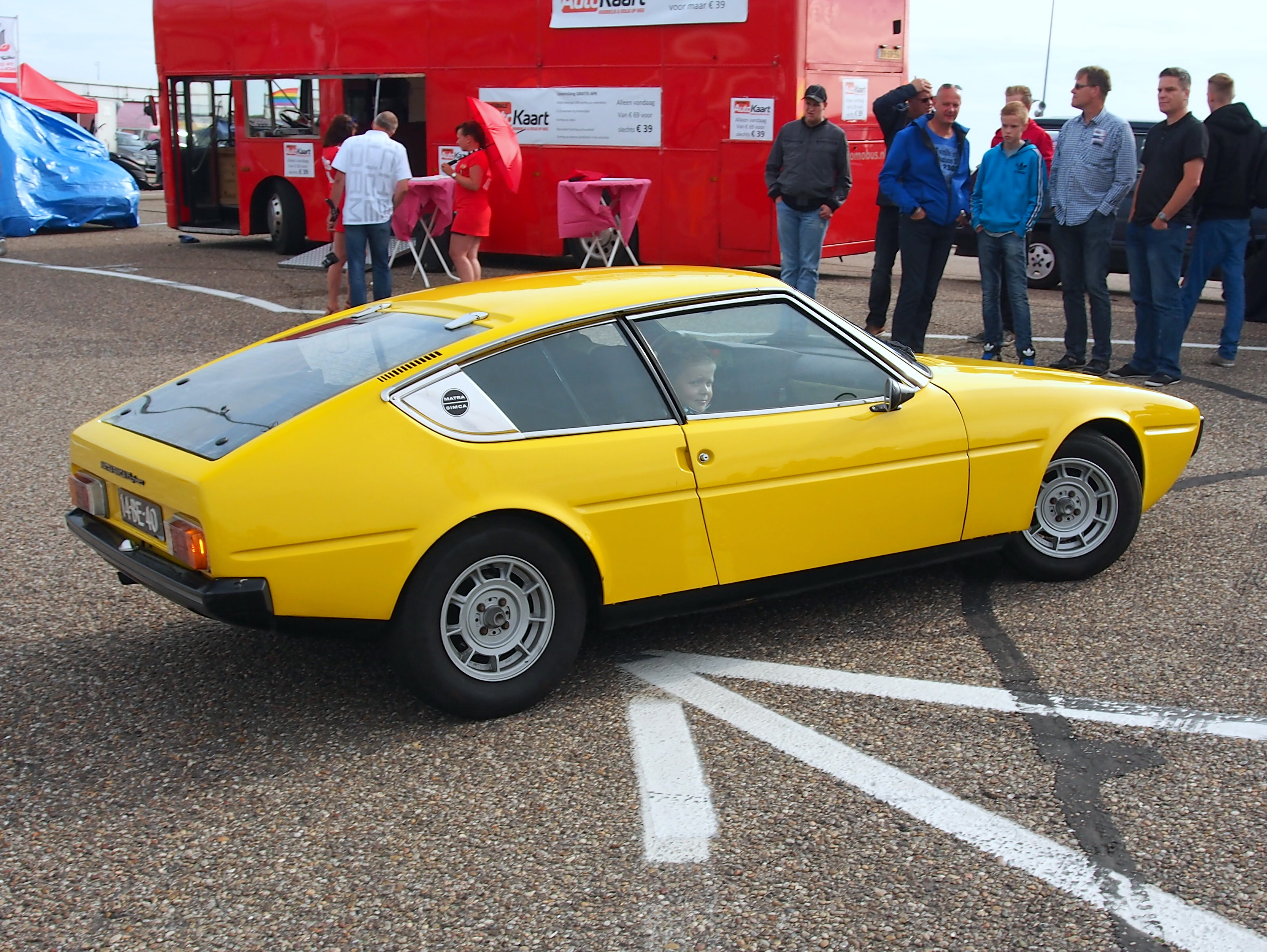
Matra-Simca Bagheera.
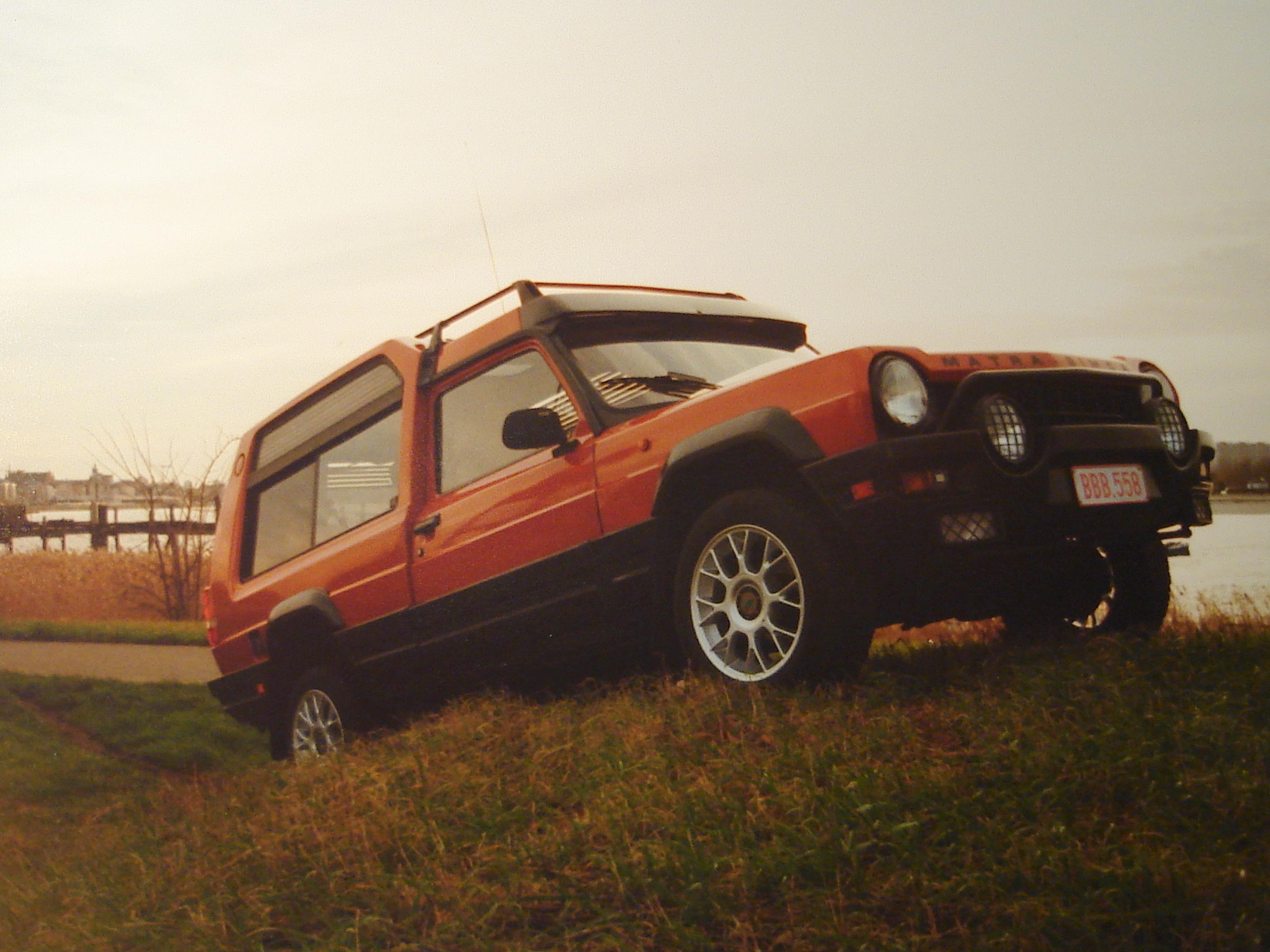
Matra-Simca Rancho.
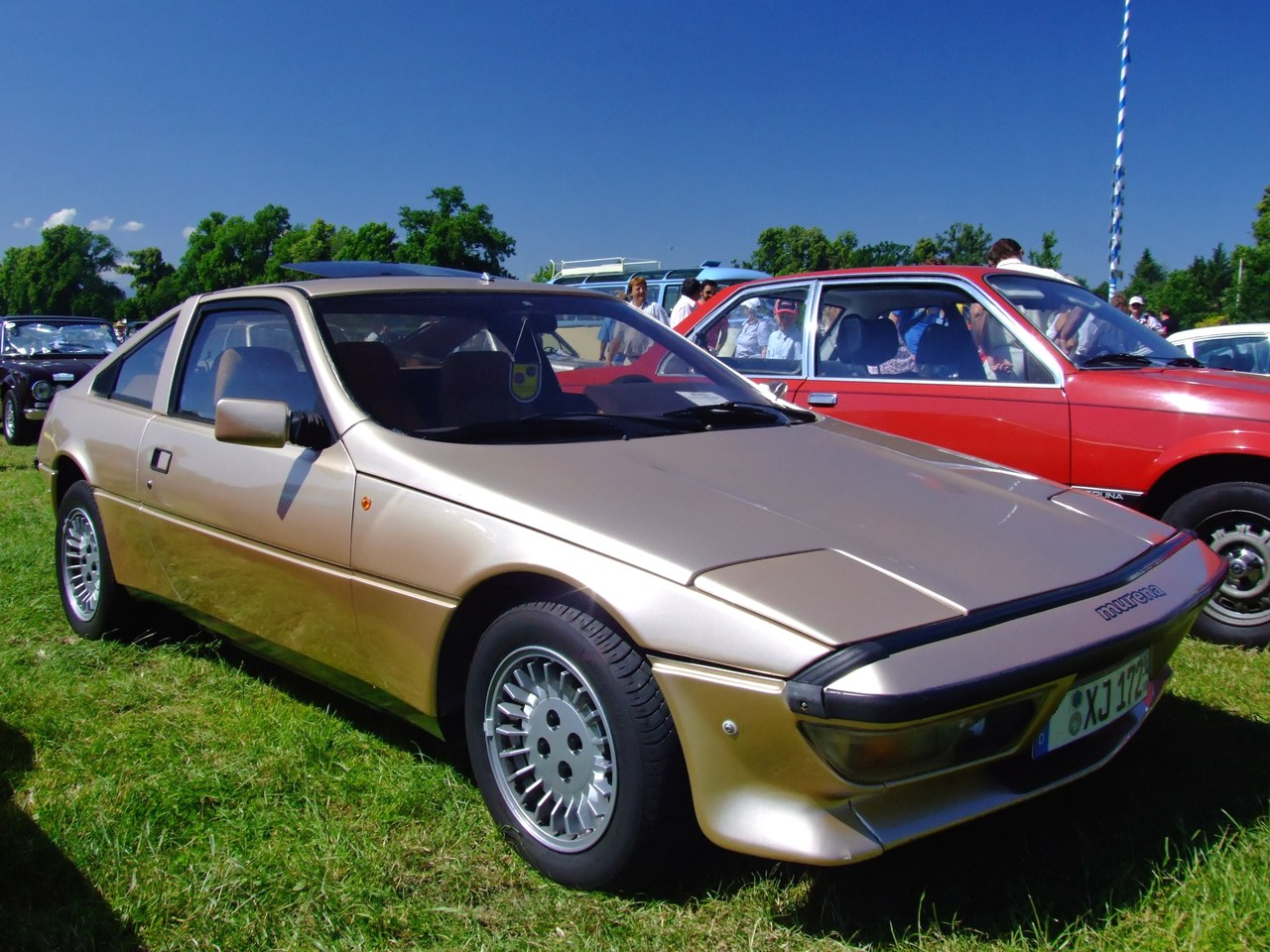
Talbot-Matra Murena.
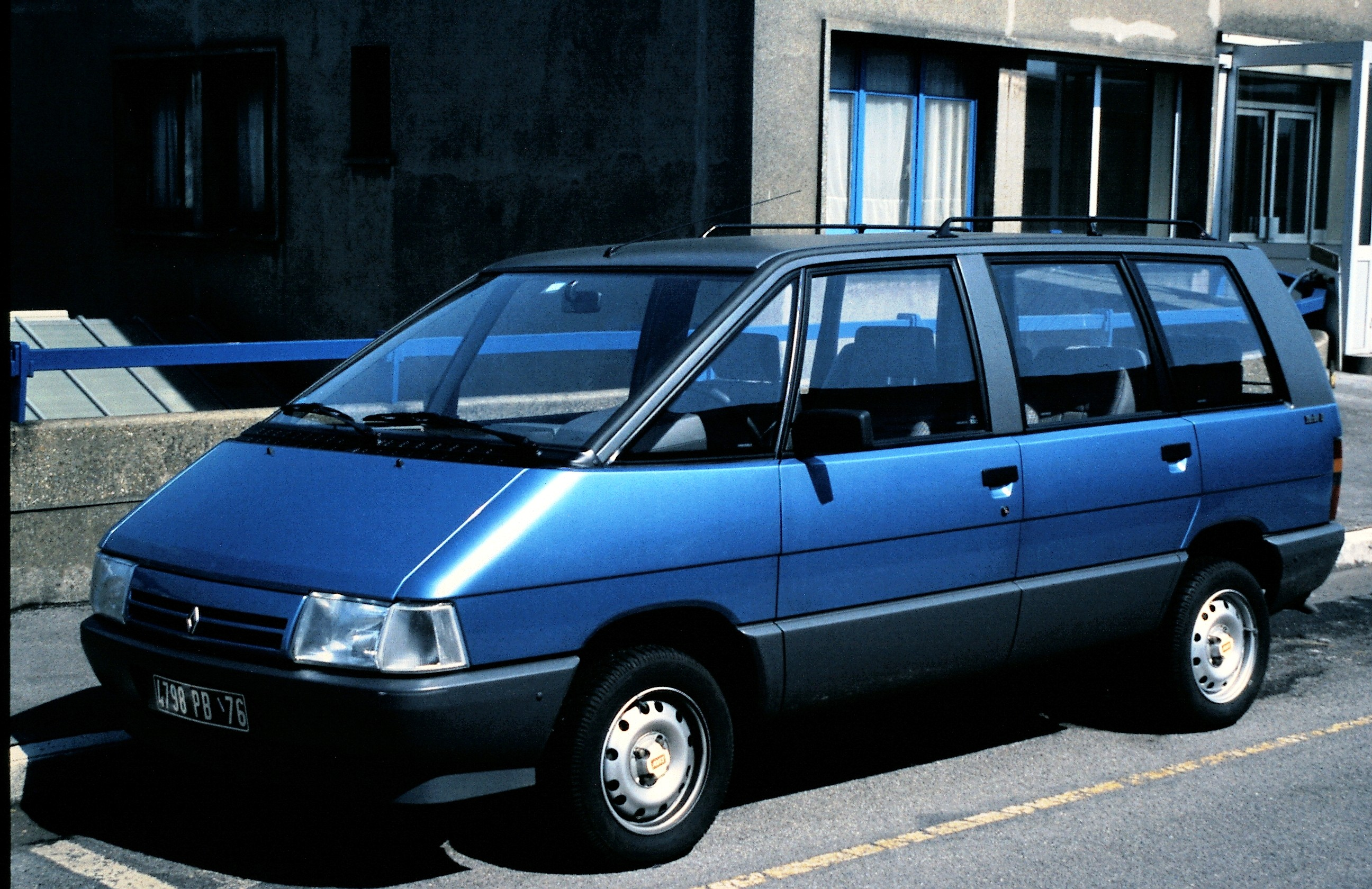
Espace, conçue et fabriquée par Matra pour Renault.
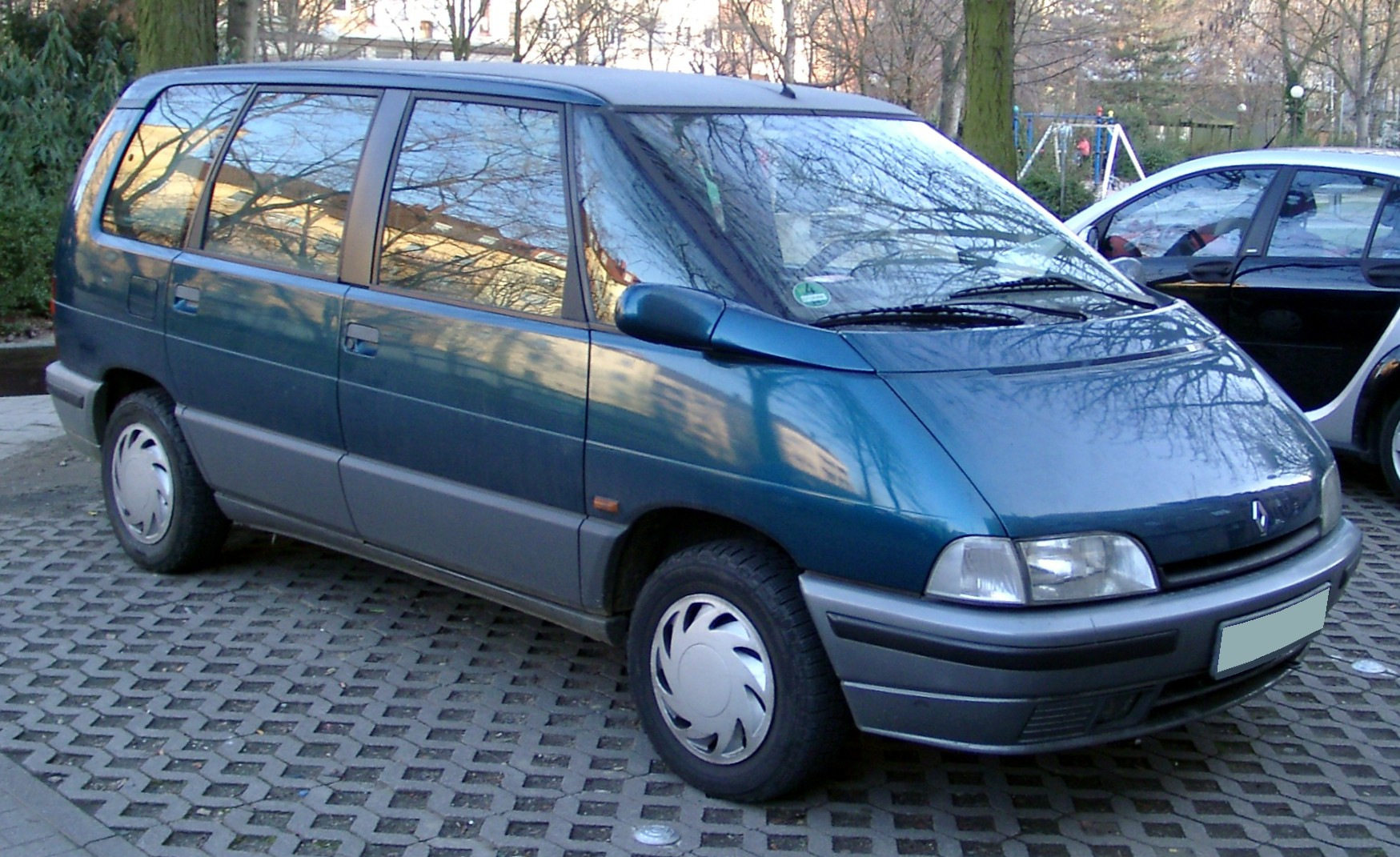
Espace.
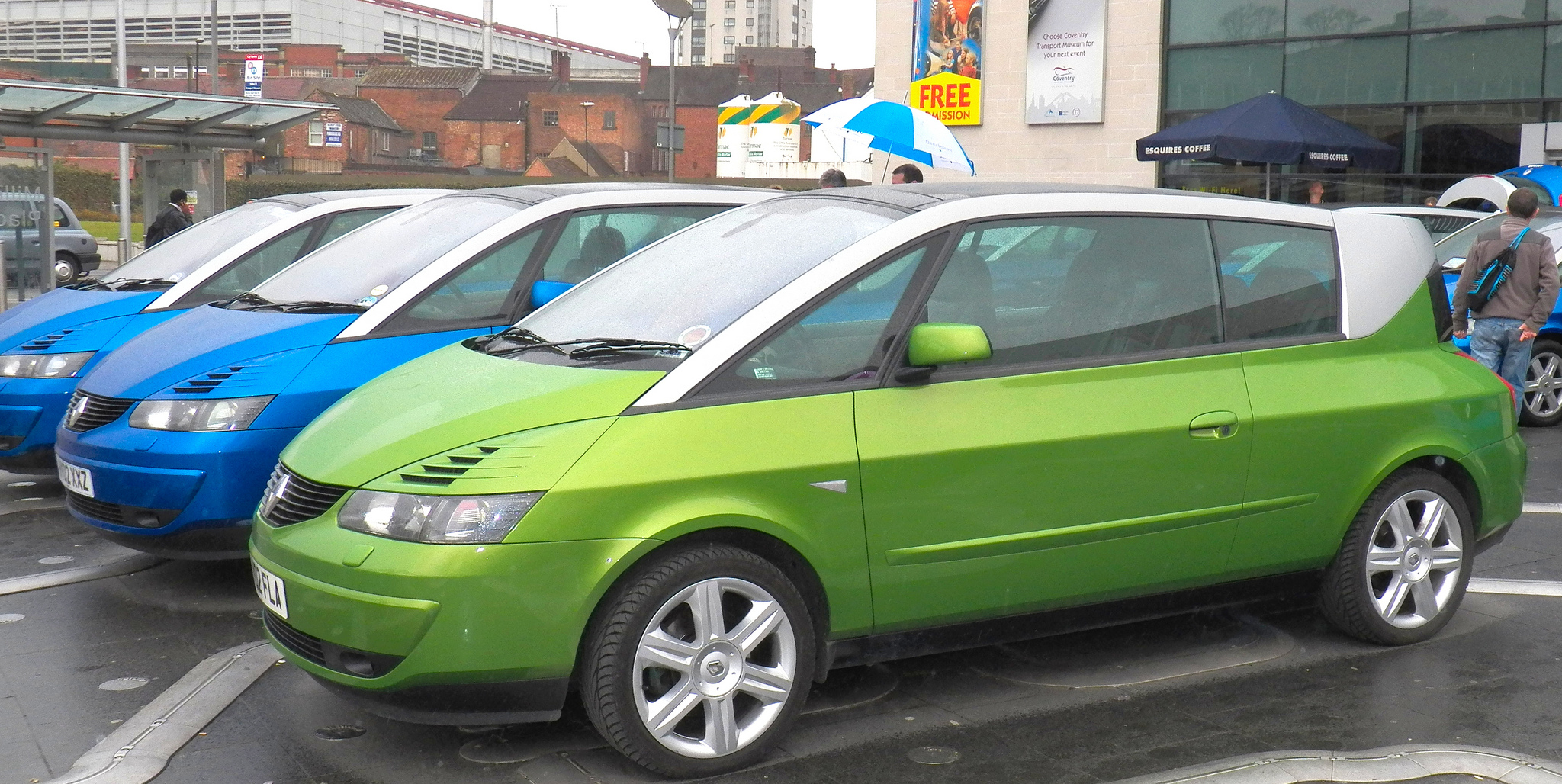
Avantime.

Le nom Matra devint célèbre en 1964 quand il vint dans la construction automobile en reprenant l'acquis des Automobiles René Bonnet pour former l'écurie Matra Sports, active jusqu'en 1978.
Matra Automobile coopère avec Simca de 1973 à 1983, qui devient Peugeot-Talbot en 1980, puis avec Renault de 1981 à 2003.
La première Matra produite fut en fait une évolution de la René Bonnet Djet, rebaptisée Jet. La première voiture de conception propre était la 530, puis la Bagheera en 1973, puis la Rancho en 1977, un des premiers véhicules de loisirs, puis le succès de production ira culminant avec la Renault Espace. Il entra en Formule 3 où Jean-Pierre Beltoise fut consacré champion de France en 1965, et en Formule 1 en 1968, Jackie Stewart devenant champion du monde l'année suivante au volant d'une Matra Sports propulsée par le moteur Cosworth. En course d'endurance avec son moteur V12 Matra Sports, la 670 gagna aux 24 Heures du Mans en 1972, 1973 et 1974, et remporta le championnat du monde des marques en 1973 et 1974.
En raison de ventes insuffisantes de l'Avantime en 2003, et alors que Renault cessait de confier la fabrication de l'Espace à Matra pour la transférer dans sa propre usine de Sandouville, l'usine de Romorantin est fermée cette même année avec la vente aux enchères du commissaire-priseur industriel Roux Troostwijk. Originaire de Romorantin, où son père travaillait pour le site de Matra, la journaliste Nassira El Moaddem signe Les filles de Romorantin, un ouvrage où elle raconte son retour dans sa ville en 2019 qu'elle a quittée pour ses études au moment de la fermeture du site. Elle dresse notamment un portrait de cette ville de la Sologne et de ses habitants après le départ de l'ancien centre névralgique économique de la région ,,.
En septembre 2003, le groupe Pininfarina SPA fait l'acquisition des activités d'ingénierie, d'essais, d'avant-projets et prototypes de Matra Automobile. La société d'ingénierie ainsi créée a pour nom Matra Automobile Engineering, rachetée en 2009 par Segula Technologies.
Les activités automobiles non cédées, dont l'activité liée aux pièces de rechange toujours implantée à Romorantin, sont regroupées au sein de Matra Manufacturing & Services. En 2004, Matra Manufacturing & Services a adopté une stratégie de développement technologique et de produits ainsi que de marketing dans le domaine des véhicules récréatifs, électriques légers et de proximité. L'entreprise aujourd'hui développe, produit et commercialise, du deux au quatre roues, des solutions de transport électrique de proximité. Elle fait toujours office de société innovante grâce à des produits comme son vélo électrique Iflow, son scooter Emo qui ont accumulé les premiers prix.

### Sport et loisirs
Fort de son expérience dans le domaine du composite verre polyester (la carrosserie de la Djet V et de la M530), Matra se lance au début des années 1960 dans la fabrication d'un petit voilier dériveur dénommé Capricorne qui sera produit à quelques centaines d'exemplaires. Comme le 445 de Gouteron, il est équipé d'un double fond autovideur.
Il connaîtra un modeste succès, quelques centaines d'exemplaires produits, avec une association de propriétaires organisant brièvement un calendrier de régates, mais restera très loin derrière les vedettes de la production française, le 420 de Lanaverre et le 470 de Jean Morin. La fin de la vogue populaire du dériveur léger à la fin des années 1970 sonnera le glas du Capricorne, dont un exemplaire est exposé au musée Matra de Romorantin.

### Transport

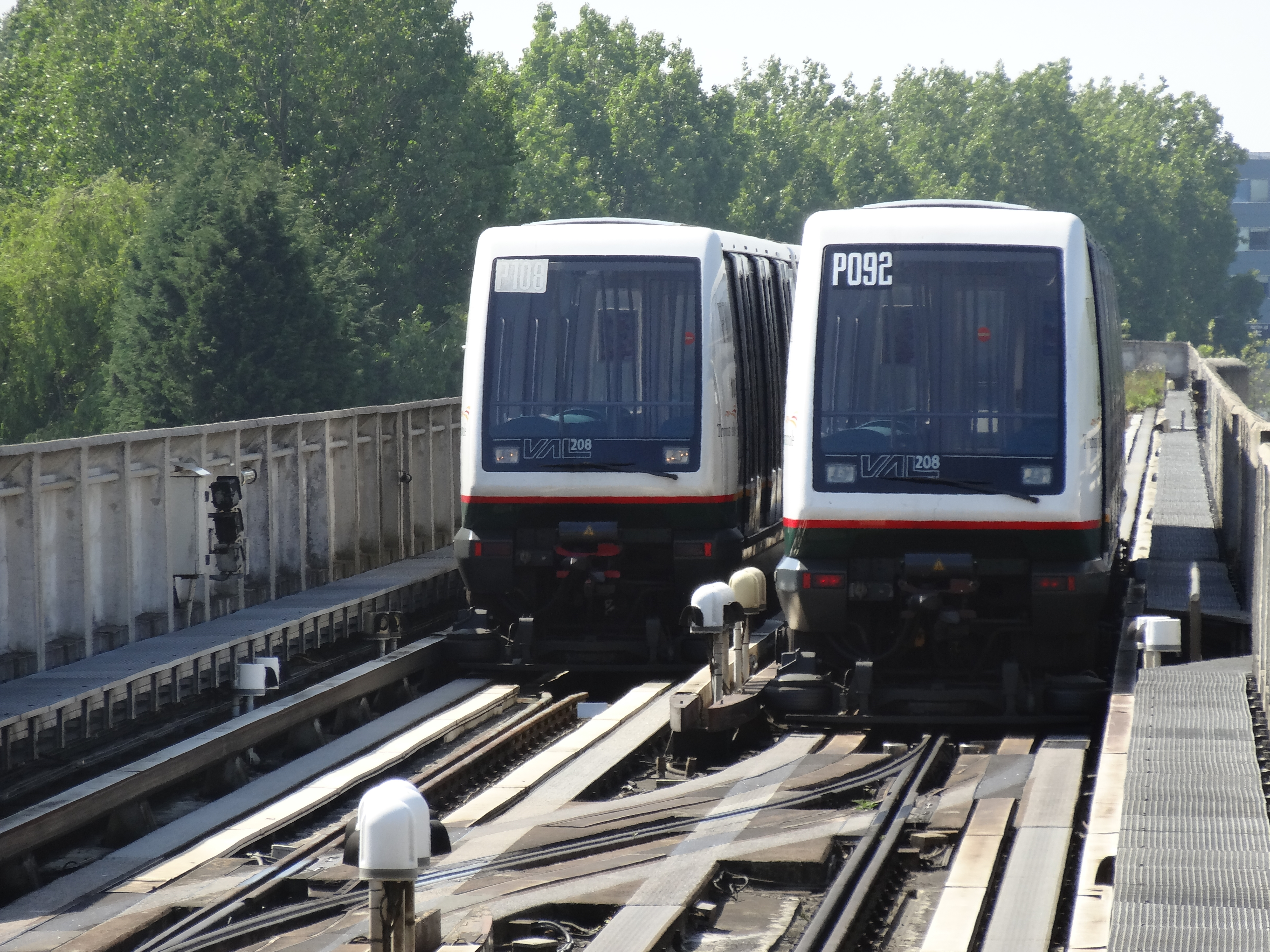
Métro de Lille : Véhicule automatique léger (VAL) entre Villeneuve d'Ascq et Lille.
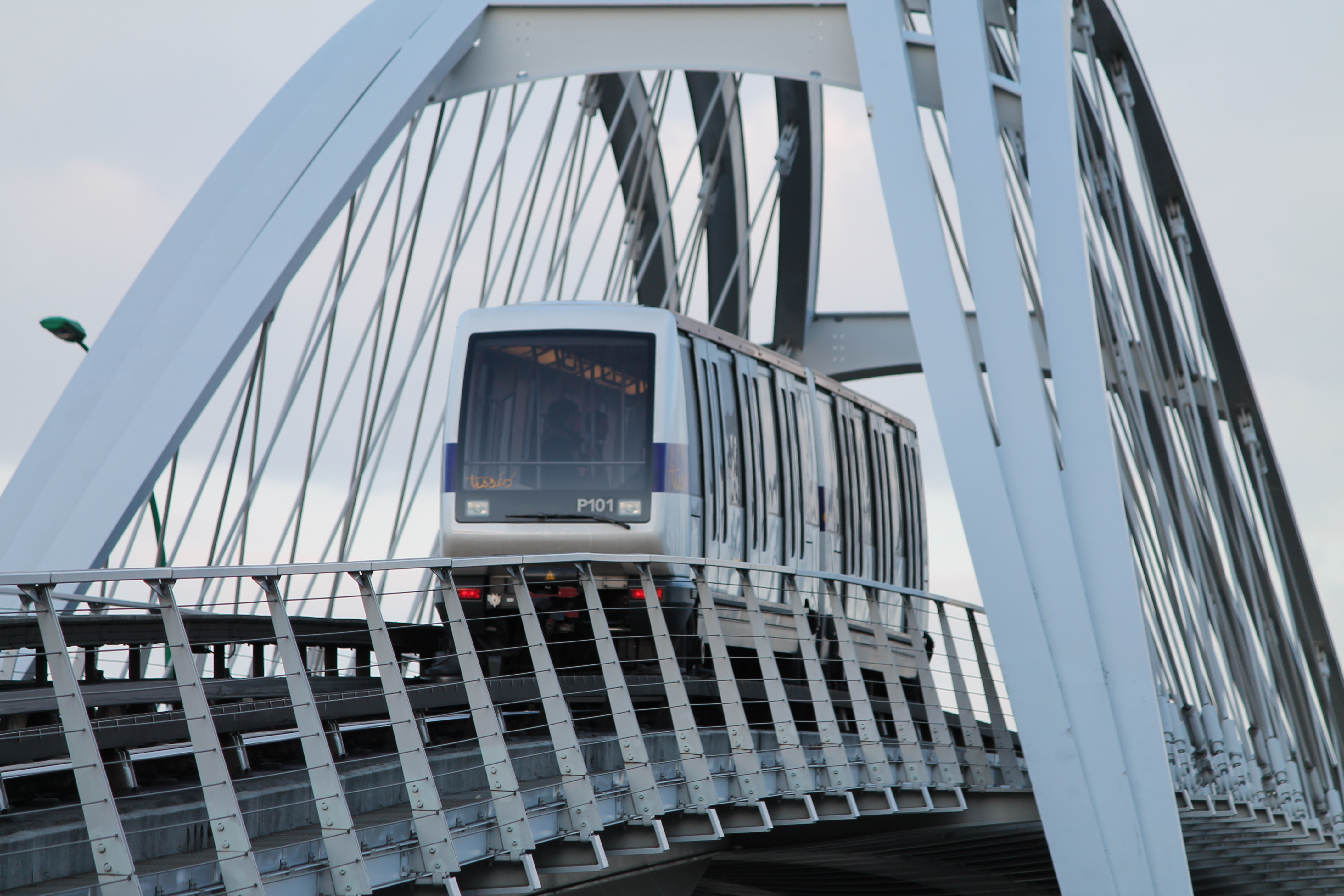
Métro de Toulouse.
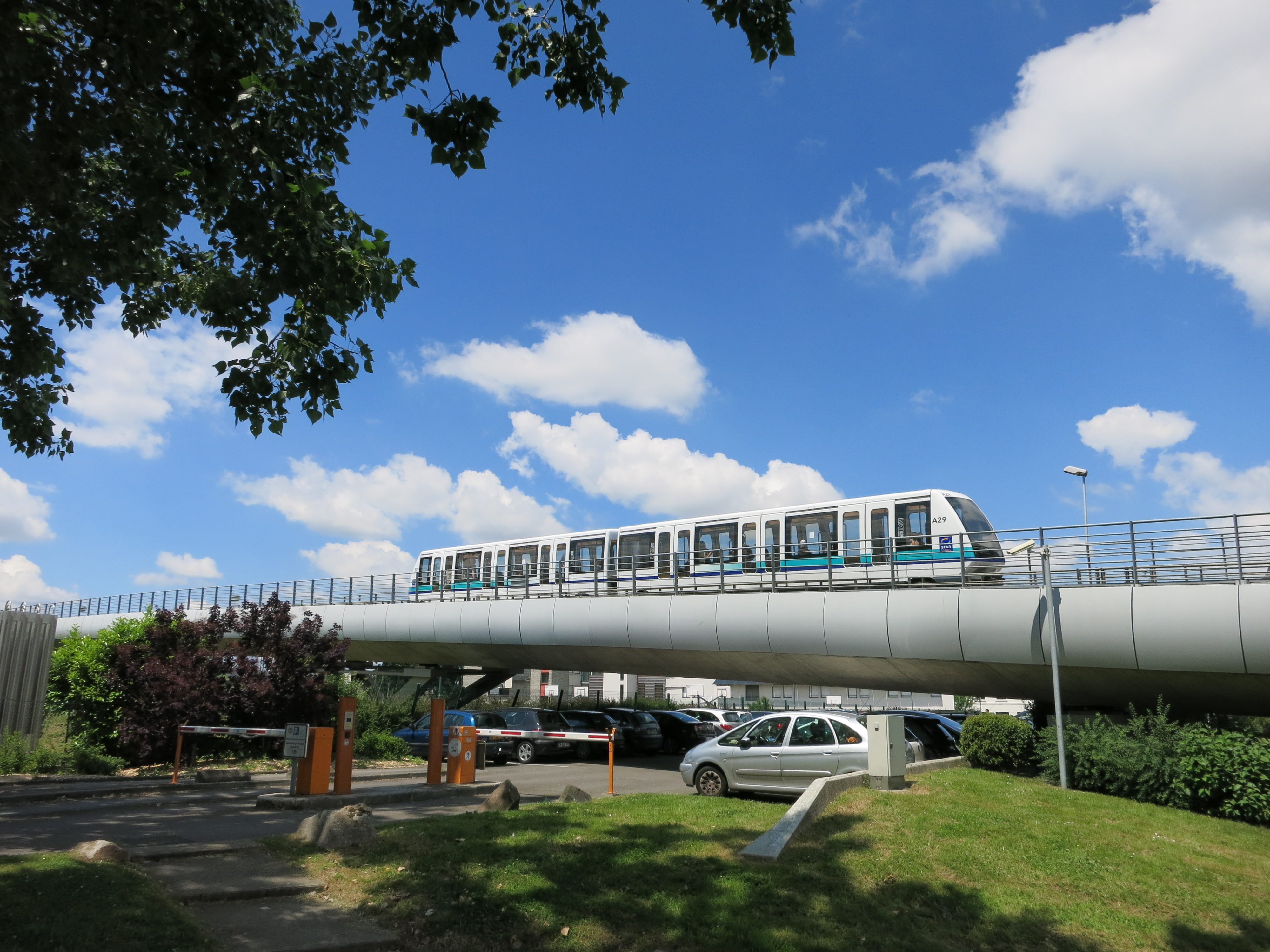
Métro de Rennes.
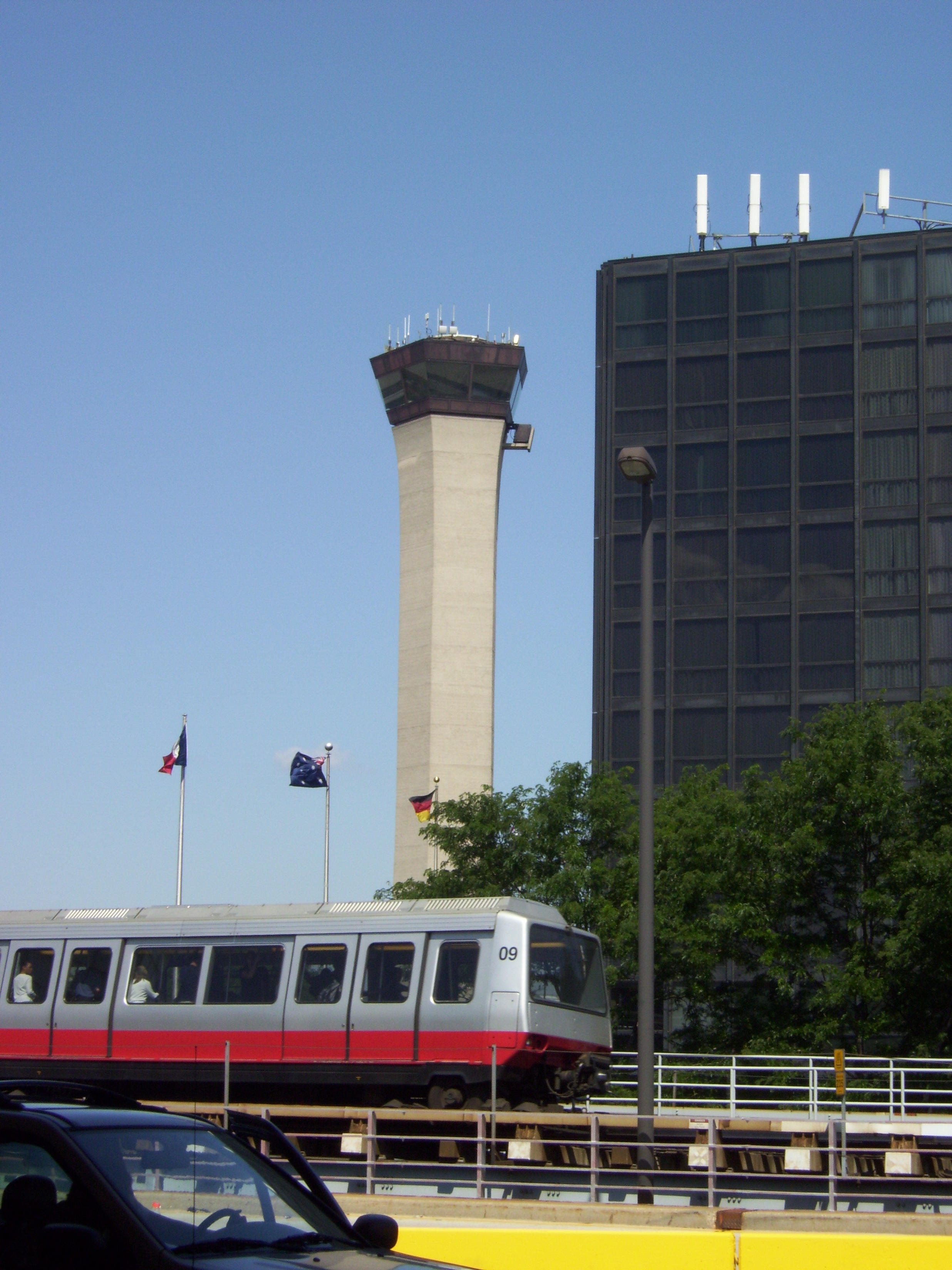
VAL 256 à l'aéroport international O'Hare de Chicago.
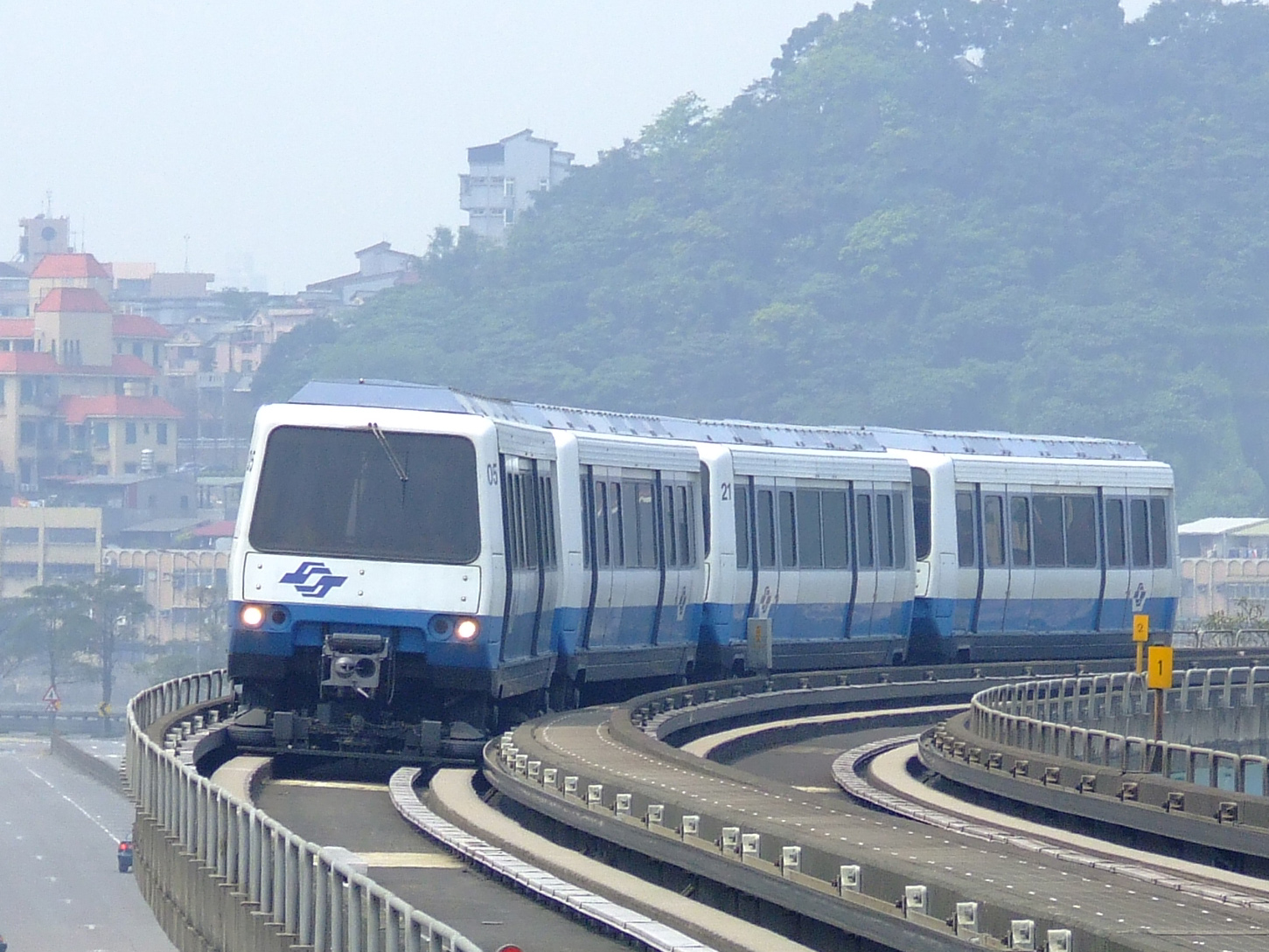
Métro de Taipei.

À la suite d'un appel d'offres d'études en 1968, Matra gagne en 1971 le rôle d'ensemblier et le lot automatismes du métro de Lille, en coopération avec la Compagnie industrielle de matériel de transport (CIMT) et la Compagnie Électro-Mécanique (CEM). En 1972, Matra devient actionnaire de la société Interelec pour développer sa compétence en automatismes ferroviaires. Matra et CEM sont aussi les actionnaires de CIMT, qui produit le matériel roulant. Matra a prototypé ARAMIS sur financements publics et supervisé la construction du Véhicule automatique léger (VAL), métro automatique à petit gabarit, dont le premier réseau a été inauguré de Villeneuve-d'Ascq à Lille (VAL) en 1983.
En 1983, CEM et CIMT sont achetées par Alstom. En septembre 1984, la branche transport de Matra est filialisée sous le nom de Matra Transport qui fusionne avec la société Interelec en 1985.
Renommée Matra Transport international en 1996, elle devient une coentreprise entre Matra et Siemens, qui en prend le contrôle. Matra Transport International est renommé Siemens Transportation Systems en 2001 puis Siemens Mobility.

### Défense

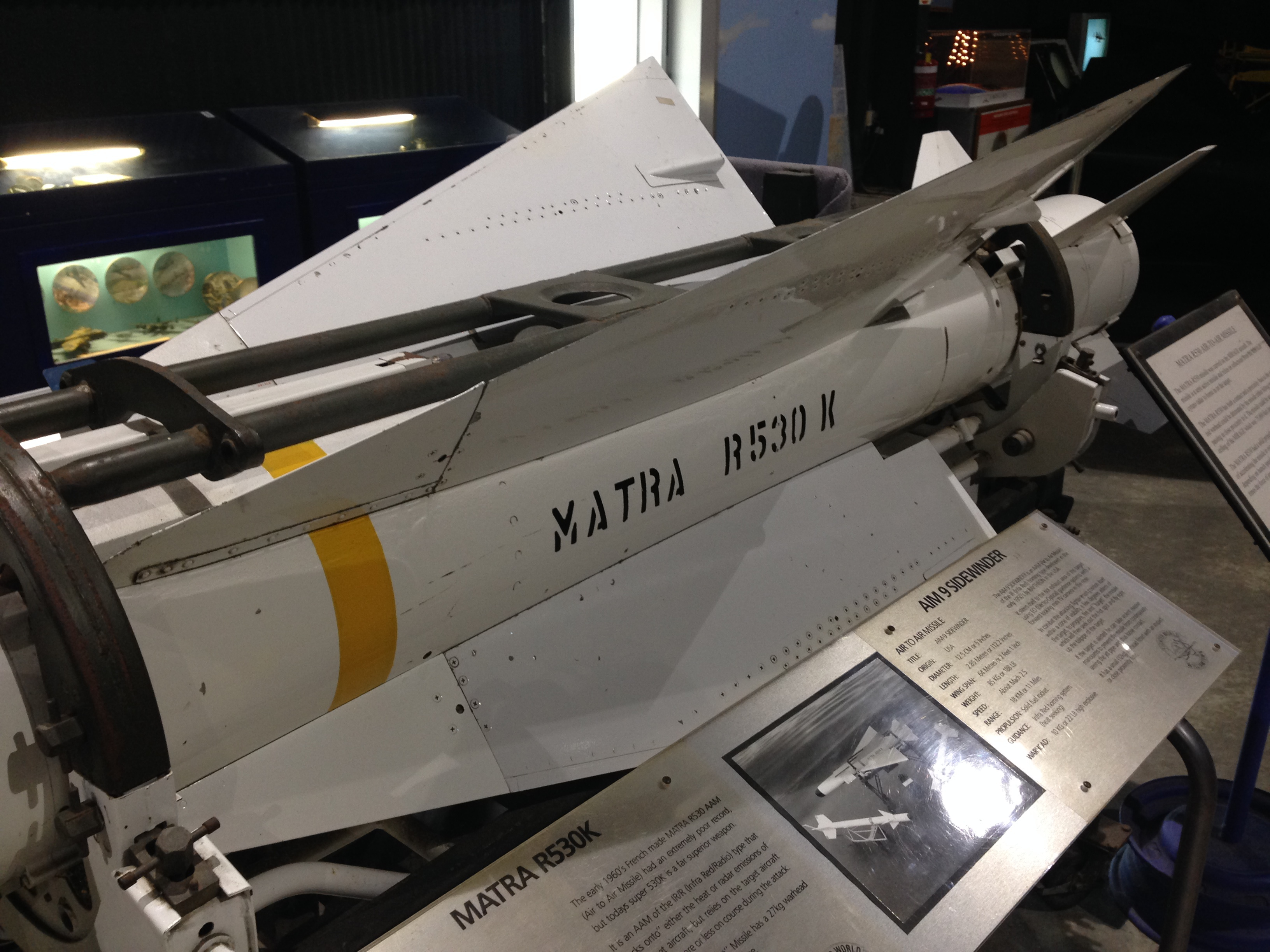
Matra R530.
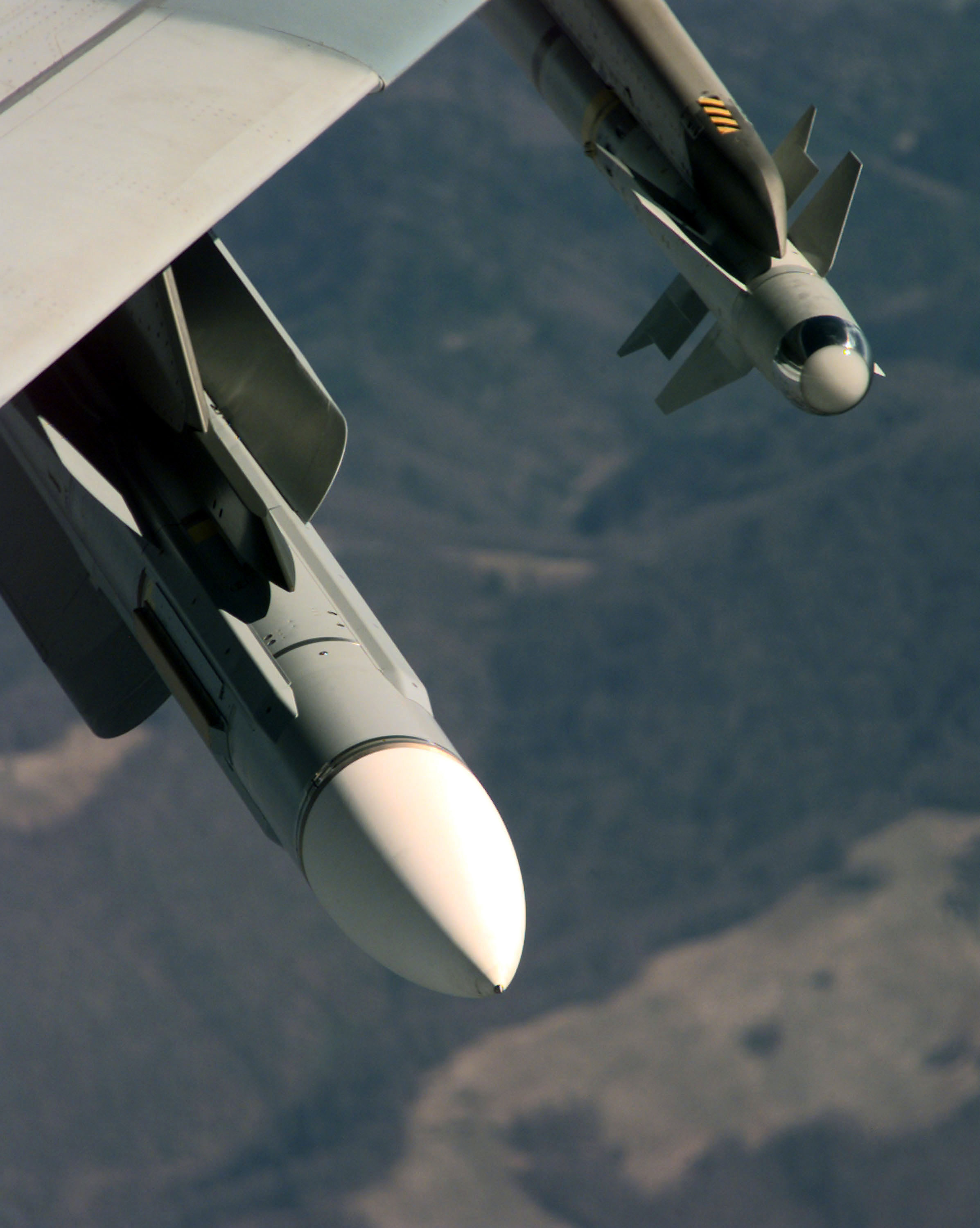
Matra R530 & Matra R550 Magic.
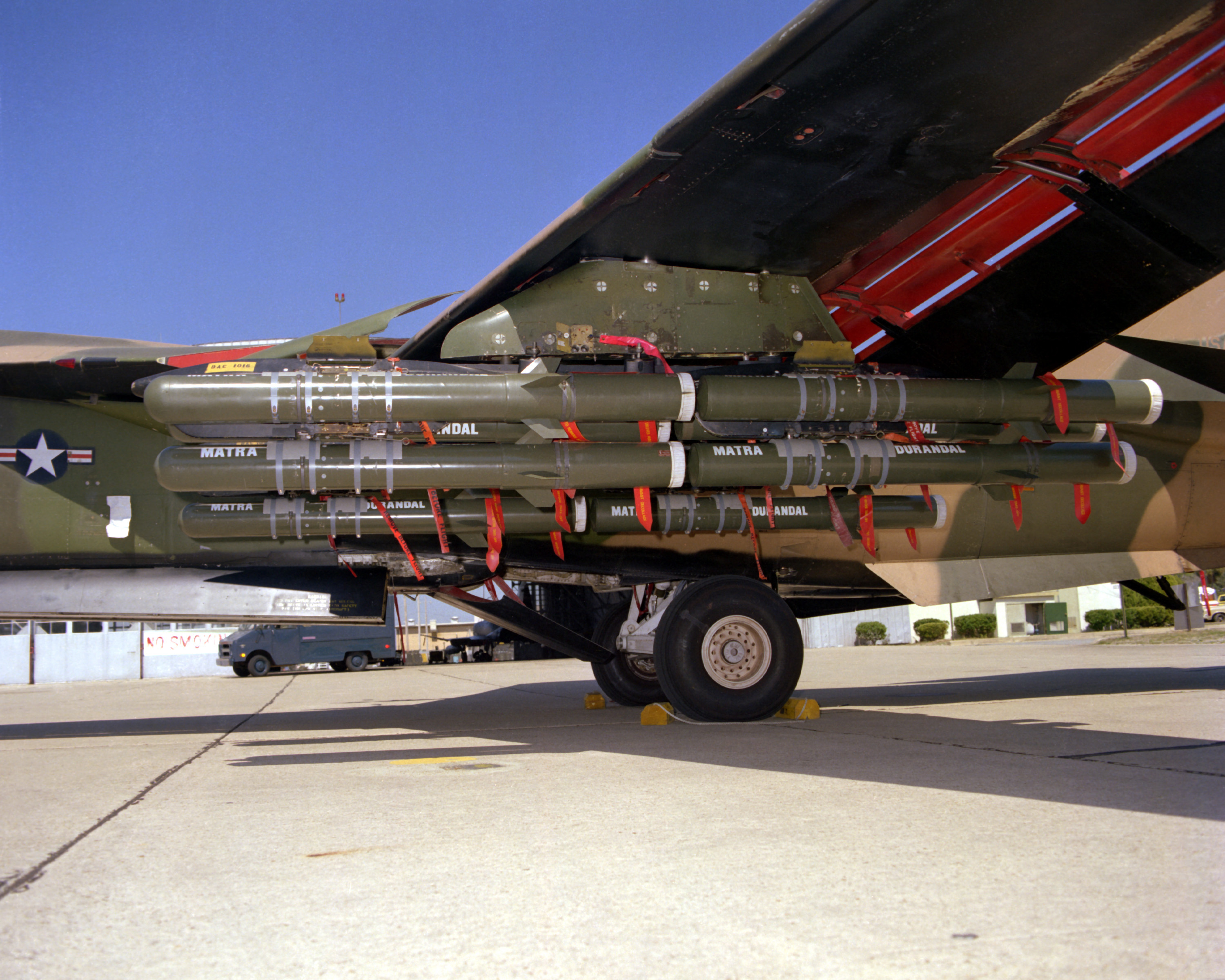
Matra Durandal.
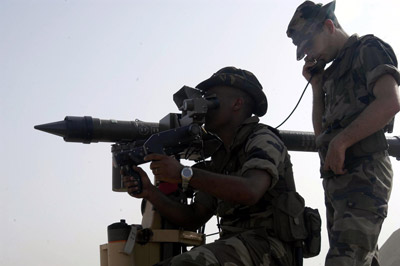
Poste de tir Mistral.
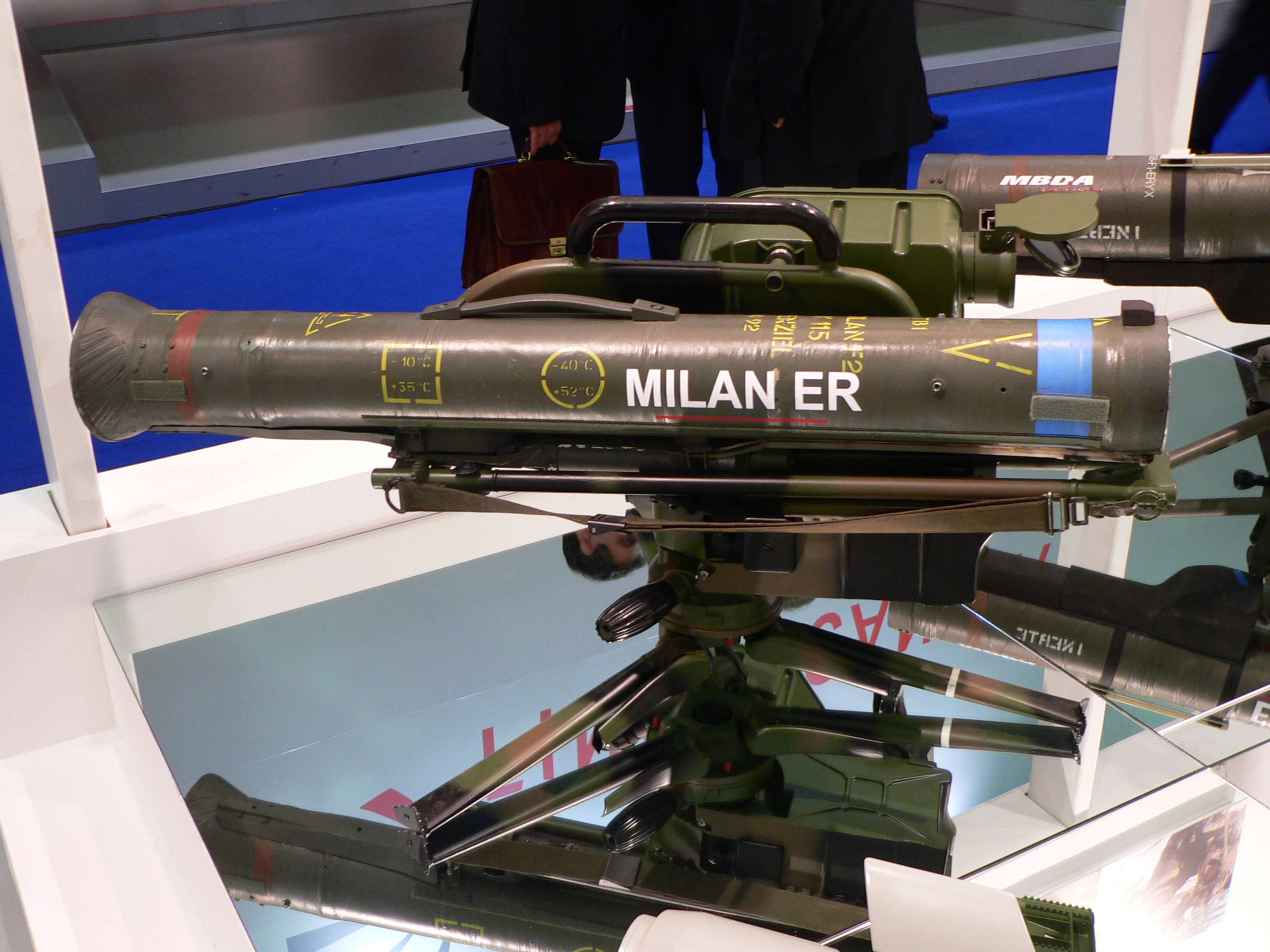
missile Milan.

Dans les années 1960, Matra a construit les deux prototypes de l'avion Moynet Jupiter.
Matra a produit différents missiles :
- sol-air : Mistral ; R422 et 422-51 (avec CFTH)
- air-sol : BLG 66 Belouga, Matra Durandal, pods de roquettes
- air-air : Matra R511, Matra R530, Matra R550 Magic, Matra R550 Magic II, MICA ;
- mer-mer : Otomat.
- terre-terre: Euromissile HOT, missile Milan (consortium euromissile)
- anti-radar : AS-37 Martel

La filiale missile fusionne avec BAe Dynamics en 1996 pour créer la coentreprise franco-britannique Matra BAE Dynamics, qui à son tour fusionne avec Alenia Marconi Systems (autre filiale de BAE) et l’ancienne filiale missile de l’Aérospatiale (autre filiale d’EADS) pour créer MBDA en 2001.

### Espace

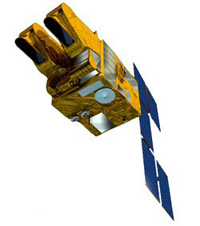
Un satellite SPOT.

Matra Espace participe comme équipementier ou maître d'œuvre à des programmes français et des coopérations européennes spatiales :
- Lanceur Diamant BP4 : case à équipements, case de basculement ;
- Lanceur Ariane : case à équipements ;
- Études Hermès (navette spatiale) ;
- Satellite D-2B ;
- Satellites de télécommunication Eurostar ;
- Satellites d'observation : SPOT, Helios ;
- Radiomètre du satellite Météosat.

Matra Espace devient la coentreprise franco-britannique Matra Marconi Space (en) en 1990 en fusionnant avec la division aérospatiale de GEC-Marconi. Après l'apport des actifs de Matra à Aerospatiale-Matra, elle devient Astrium, filiale d'EADS en 2000 et l'entité Space Systems de la division Airbus Defence and Space du groupe Airbus en 2014.

### Télécommunications

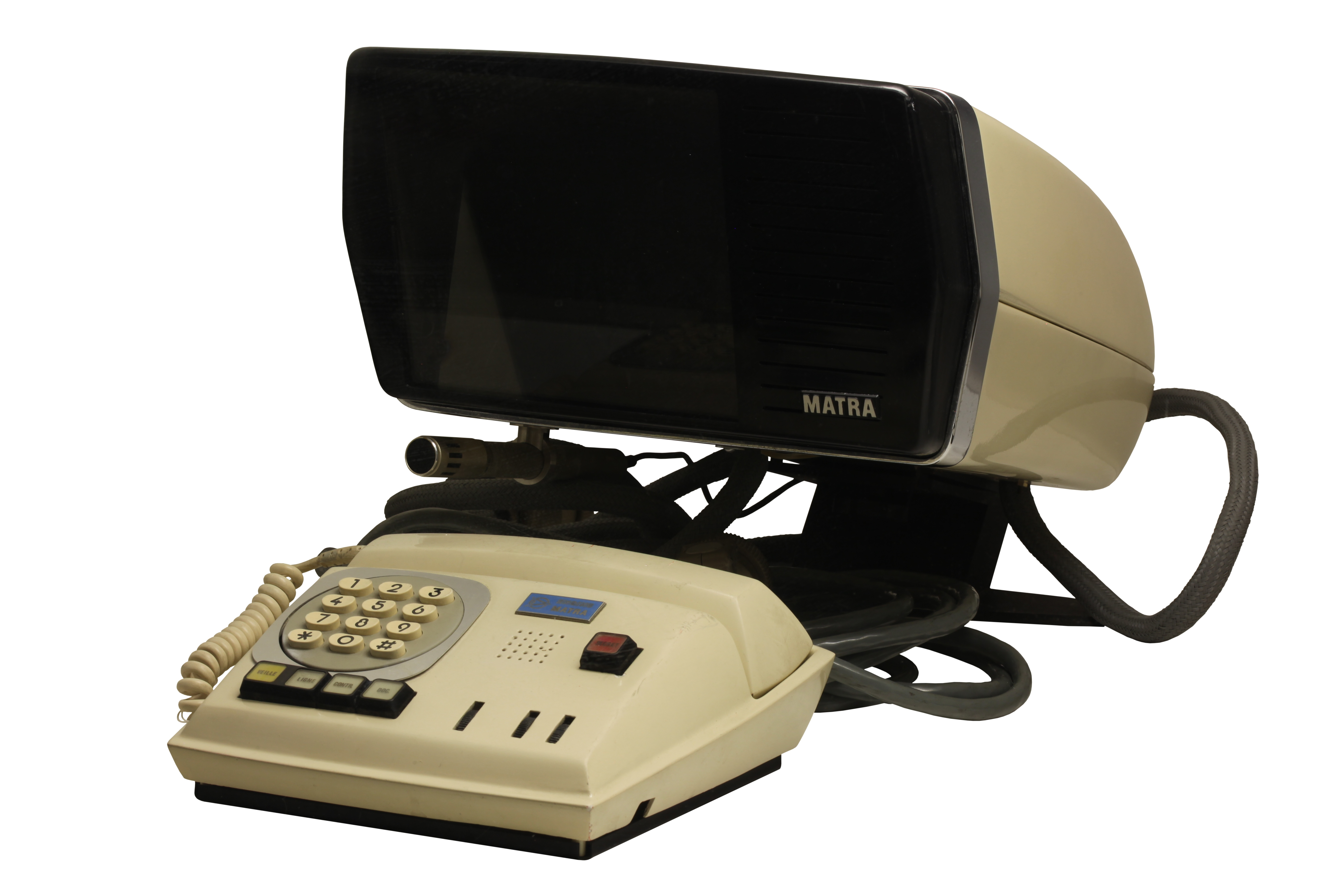
Le Visiophone de Matra, 1982.
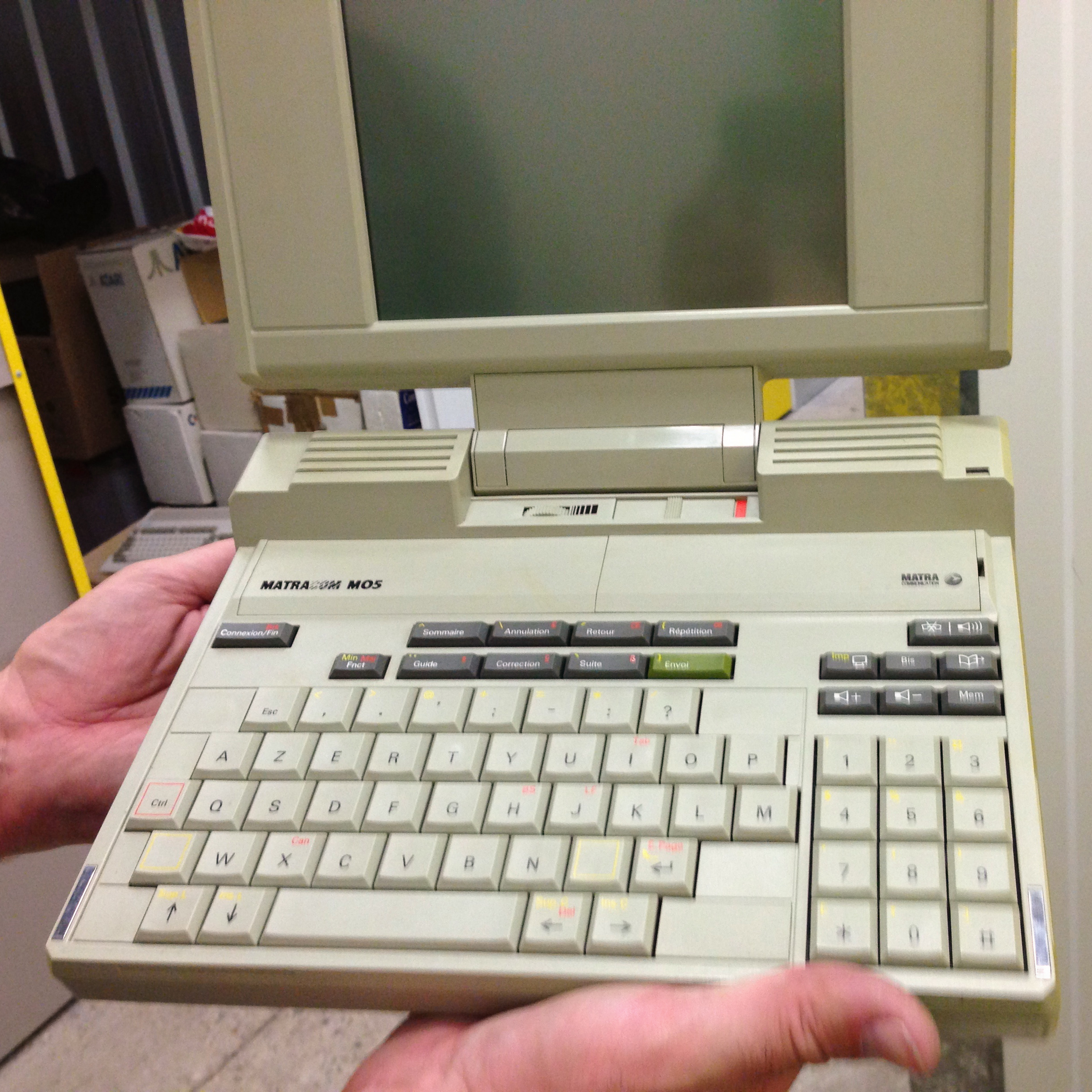
Minitel Matracom MO5, 1988.
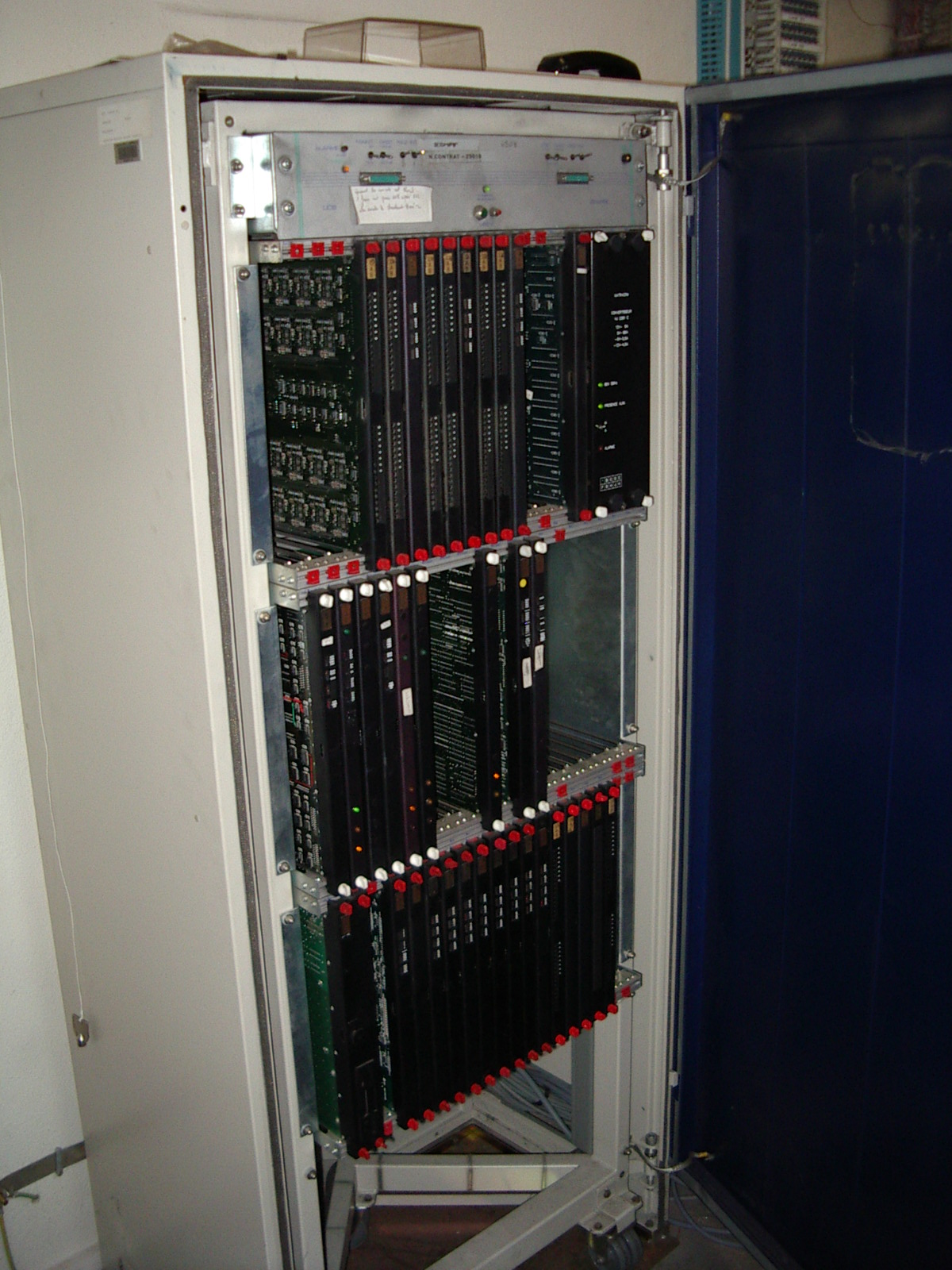
Commutateur PABX Matra MC6500, 1986.
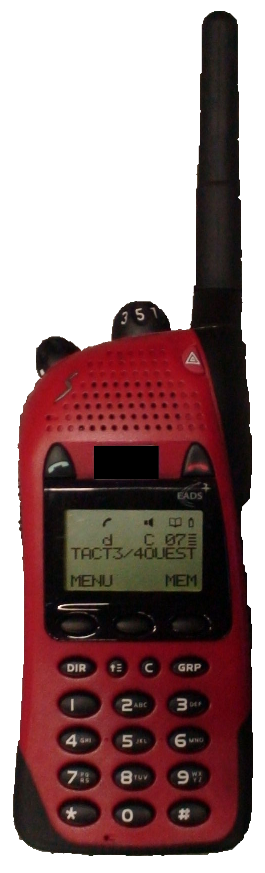
Portatif MC9600 TETRAPOL, 1996.

Dès 1974, Matra s'est développé dans les systèmes de télécommunications, à l'occasion des plans-programmes d'équipement menés par la direction générale des postes et télécommunications française, de l'expansion des besoins des entreprises et des organismes gouvernementaux. Issue de Matra Défense, la société s'est appelée d'abord Temat (Téléphones Matra). Après le rachat en 1979 de la société bretonne Depaepe et celui de la société Péritel en 1980, elle devient Matra Communication en 1982. Lors des privatisations de sociétés publiques françaises en 1986, elle acquiert le laboratoire central des télécommunications associé aux activités de téléphonie privée de la CGCT.
Matra Communication devient le second plus grand constructeur télécom français en part de marché pour les commutateurs téléphoniques d'entreprise, de téléphones filaires et de téléphones sans fil professionnels et grand public, du réseau national de transmission de données Transpac, du Minitel, et l'un des deux constructeurs français d'infrastructures de réseaux cellulaires mobiles (Radiocom 2000 puis GSM) pionnier sur le marché mondial. En 1989, Matra Communication assurait le quart du chiffre d'affaires du groupe Matra. Un réseau de filiales de distribution est établi en Europe, à Singapour et au Texas.
C'est dans ses locaux que la visiophonie a été industrialisée en 1982 et les technologies vidéo MPEG-2 et DVB-T prototypées vers 1992, que le premier commutateur de paquets X.25 français a été validé en 1986, que l'équipement réseau de référence français RNIS-QSIG a été certifié en 1990, que la première communication GSM expérimentale au monde entre un relais radio et un mobile a été démontrée en 1987, que la première mondiale de reconnaissance de la parole en environnement automobile a été montrée en 1989, que la première radio mobile professionnelle numérique a vu le jour entre 1988 et 1991 et aboutit au standard TETRAPOL.
Matra Communication établit une coentreprise spécialisée dans les télécommunications pour réseaux publics en 1987, Matra Ericsson Télécommunications (MET), pour l'adaptation RNIS du commutateur Ericsson AXE. Matra Communication a établi une coentreprise avec Nokia dans le domaine des télécommunications mobiles, Matra Nokia Radiomobiles (MNR), pour la fabrication de téléphones mobiles 1G de 1987 à 1994, comprenant les coques du mobile Radiocom 2000 de France Télécom et des mobiles complets sous licence NTM pour l'opérateur SFR. Matra Communication a aussi une filiale américaine Matra Communication Inc. établie en 1984 en Californie pour la commercialisation de terminaux Scanset. Sa présence américaine s'étend en 1990 sous la marque INTECOM, fabricant au Texas de gros PABX, rachetée à Wang Laboratories pour la distribution d'une version américanisée du PABX MC6500.
Outre ses trois usines de production en Bretagne et à Châteaudun employant plus de 4 000 ouvriers et techniciens en 1992 et ses centres de R&D à Quimper et Bois-d'Arcy (Yvelines), Matra Communication développe son emprise industrielle en Allemagne avec l'acquisition en 1986 de Deutscher Fernsprecher Gesellschaft et en 1991 d'AEG Mobile Communications, acteur allemand de référence du dispatch radio et des radios mobiles analogiques MPT1327, apportant une usine et un réseau de distribution commerciale avec un centre de R&D à Ulm déjà impliqué avec MATRA Communication dans la normalisation GSM et TETRA.
Matra Communication est l'une des cinq sociétés pionnières fondatrices de la technologie GSM dont elle a détenu un portefeuille de brevets essentiels et elle est l'un des deux leaders mondiaux des radiocommunications mobiles professionnelles numériques. Elle a été un concepteur de premier rang européen de moyennes séries de centaines de milliers de circuits intégrés ASIC pour la télévision numérique, les radiocommunications et la cryptographie.
Lors de la fusion de Matra et Hachette après la faillite de La Cinq en 1992, Matra désinvestit une partie de ses activités de télécommunications facilement monétisables pour reconstituer les fonds propres de Matra-Hachette et adosse ces activités télécom à d'autres acteurs, mieux capables de soutenir l'investissement financier requis dans le secteur d'activité télécom en forte croissance mondiale :
- Matra Communication filialise en 1992 sa R&D de réseaux mobiles cellulaires GSM qui devient la coentreprise Nortel Matra Cellular, puis finalement après rachat total en 1999 devient la division GSM/UMTS de Nortel ;
- Après le rachat de l'activité AEG Mobile Communications en 1991 par Matra Communication, l'activité R&D de terminaux GSM française créée en Bretagne en 1986 est délocalisée en Allemagne en 1993 (une partie des actifs français est cédée pour former la start-up Wavecom), tandis que l'activité se poursuit en Allemagne jusqu'en 1997 pour les terminaux GSM grand public et ultérieurement pour les applications GSM-R ferroviaires finalement cédées à Siemens Communications (Funkwerk) ;
- L'activité de vidéo-téléphonie (visiophonie), télévision numérique et de cartes processeurs de traitement multimédia MPEG est vendue à Thomson en 1995 pour former Thomson Multimedia ;
- L'activité de terminaux de téléphonie résidentielle grand public est vendue à Doro en 1999 ;
- les activités de codage numérique de la parole et reconnaissance vocale sont vendues à Parrot en 1999 ;
- L'activité interne à Matra Communication de design VLSI/CMOS et fabrication de composants micro-électroniques est vendue par morceaux entre 1999 et 2005, après la cession de Matra Harris Semiconducteurs (MHS) créée en 1979, intégré à TEMIC (TElefunken MICroelectronic GmbH) en 1989 puis ultérieurement à Atmel finalement racheté par Microchip[24].

Matra Communication est renommée Matra Nortel Communications lorsque Nortel obtient une participation directe de 40% en 1998, tandis que Matra cède le contrôle de sa coentreprise Nortel Matra Cellular et s'engage à acheter à Nortel la société britannique Cogent Communications localisée à Newport et spécialisée dans les télécommunications militaires et que Matra Ericsson Télécommunications est absorbée par Ericsson. Matra Nortel Communications est intégrée dans Aerospatiale-Matra lors du processus conduisant à la création du groupe EADS en février 1999.
Après la formation du groupe EADS, les activités télécom ont été démantelées petit à petit, mis à part l'activité très rentable de réseaux de communications mobiles sécurisées pour forces de sécurité publique (TETRAPOL), logée dans la division Airbus Defence and Space du groupe Airbus :
- l'activité communication d'entreprise (PABX) a été reprise par Aastra Technologies, fusionnée avec Mitel Networks
- les activités de développement de terminaux de télécommunications (téléphones compris) a été reprise par le groupe BRIME Technologies puis par Assystem et a étendu ses activités à d'autres types de produits électroniques.
- les activités industrielles ont été reprises principalement par Solectron (Flextronics) et certaines lignes de production par Asteel, Novatech et Lagassé.
- la filiale Matra Nortel Communication Distribution a été vendue au groupe Spie, donnant naissance à la société Spie Communications.

Matra Communication avait plusieurs familles d'activités de télécommunications :
- téléphones (et répondeurs)
- terminaux de télécommunications de l'écrit et de l'image (Minitel, télécopieur, visiophonie)
- communication d'entreprise (PABX) autour de la plateforme 6500
- communications sécurisées TETRAPOL pour forces de sécurité (PMR - Professional Mobile Radio)
- réseaux radio mobile (d'abord Radiocom 2000 puis GSM)
- terminaux radio (d'abord terminaux Radiocom 2000 puis GSM)

Réalisations et principales lignes de produits:
- Commutateurs téléphoniques d'entreprise et commutateurs de paquets 
  - Digimat PABX
  - Gamme MC6500 PABX (MC6501, MC6504, MC6550)
- Système Transpac et Minitel
  - France
  - Koweït
- Radiocommunications mobiles cellulaires
  - Infrastructure de réseau mobile public 1G : Radiocom 2000, Radiocom 2000 haute densité (RHD) et service professionnel Radiocom 2000 dispatch (France, Mexique, Tunisie)
  - Infrastructure de réseau mobile public 2G: GSM phase 1 et phase 2 (Orange, Bouygues, Orbitel), et service professionnel GSM-R (EIRENE - MORANE, SNCF, Deutsche Bahn)
  - Infrastructure de réseau mobile professionnel et de sécurité publique : MC9600 TETRAPOL (85 réseaux dans 30 pays et 1,8 million d'utilisateurs professionnels)
- Téléphones mobiles 
  - Mobile Radiocom 2000
  - Mobile NTM
  - Terminaux mobiles et portatifs GSM-900 / DCS-1800
    - Gamme GSM MATRA & AEG
    - MATRA 2082 (B215 Bouygues)

  - Radiocommunications mobiles professionnelles
    - PMR analogique AEG
    - gamme de mobiles et portatifs TETRAPOL
    - postes de dispatch TETRAPOL
- Téléphones fixes et sans fil
  - commercialisés sous la marque Matra
    - TM1 (poste électronique)
    - gamme Contact
      - Ambiance (filaire avec écoute amplifiée)
      - Multi (poste avec afficheur)
      - Espace (mains-libres, une version avec télécommande infra-rouge a existé)
      - Latitude (un des premiers sans-fil analogiques CT0 en France)
      - Amplitude (la version avec écoute amplifiée sur la base)

    - gamme Nautila (100, 200)
    - gamme Sensoria (200, 220, 400, 420)
    - gamme professionnelle MATRACOM (30, 40, 50, 60)
    - gamme de postes numériques d'entreprise MATRACOM
      - 410, 510, 610
      - puis 420, 520, 640

    - Une borne et combiné téléphone sans fil CT2
    - Gamme de téléphones sans fil DECT Matra 200, 250, 450, M30, M40
    - Répondeurs gamme Odea 30, 35

  - commercialisés par France Telecom
    - S63 (le poste à cadran de l'administration française des Télécommunications, et sa version avec clavier DTMF)
    - Alto, Rondo, Soprano, Soprano+
    - Chorus (= TM1)
    - Aria, Aria Intercom (= Latitude et Amplitude)
    - Amarys 100, 200, 220, 400
    - Amarys 150SF, 250SF (sans fil CT0 monocanal)
    - Amarys 155SF, 255SF, 265SF, 365SF, 465SF (sans-fil CT0 multicanal)
    - Amarys 275, 285 (DECT)
- Terminaux avec écrans
  - Minitel 5 (écran plat)
  - Visiophone Visages

Ses activités étaient principalement situées :
- Sites de production 
  - France :
    - Pont-de-Buis-lès-Quimerc'h
    - Douarnenez
    - Châteaudun

  - Allemagne :
    - Marbourg
    - Berlin
- Sites de recherche et développement
  - France
    - Quimper
    - Bois-d'Arcy
    - Châteaudun

  - Allemagne :
    - Ulm

### Logiciel

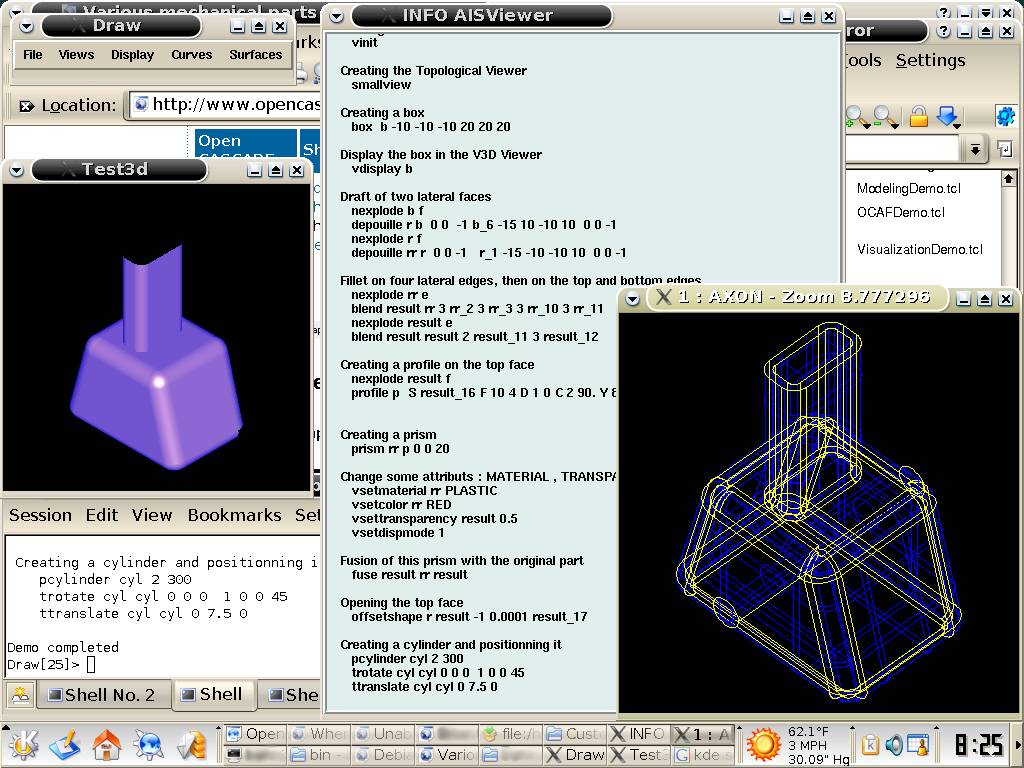
Matra Datavision : conception assistée par ordinateur (CAO) Euclid, devenu Open CASCADE.

Matra Datavision a créé et distribué des logiciels de CAO et CFAO dont Euclid.
Elle devient une coentreprise entre Matra et Renault Automation en 1984, puis est rachetée par IBM en 2002, distributeur de son concurrent CATIA.

### Micro-ordinateurs

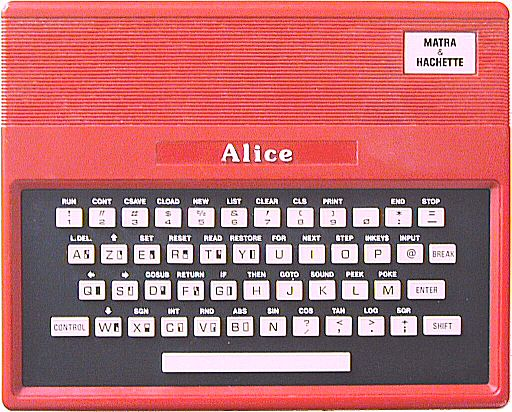
Alice (ordinateur).

Matra produisit un micro-ordinateur personnel en collaboration avec Tandy, le Matra Alice.
En collaboration avec MM. Bouhot et Cottin sous le nom de MBC, Matra produisit également une gamme de micro ordinateurs Alcyane comprenant des A6 monopostes et des A10 multipostes. Le système d'exploitation Alcybase avait comme particularité intéressante d'être à la fois un système d'exploitation et un langage de programmation.

### Filmographie
- Matra, la puissance et la gloire, film documentaire de Fabrice Maze. Une production Ampersand, distribué par Seven Doc. Sorti en 2008.